# Stadtbahn Heilbronn
Koordinaten: 49° 8′ 30,5″ N, 9° 13′ 19,9″ O
Die Stadtbahn Heilbronn ist eine aus drei Linien bestehende Zweisystem-Regionalstadtbahn nach dem Karlsruher Modell und wird von der Albtal-Verkehrs-Gesellschaft (AVG), den Stadtwerken Heilbronn (SWH) und der Deutschen Bahn AG (DB) gemeinsam betrieben. Sie verkehrt außerorts auf Eisenbahnstrecken nach der Eisenbahn-Bau- und Betriebsordnung (EBO) und innerhalb Heilbronns nach der Verordnung über den Bau und Betrieb der Straßenbahnen (BOStrab).
Die älteste Linie des Systems, die S 4, ist dabei eine Verlängerung einer schon seit 1992 bestehenden Linie des Karlsruher Stadtbahnsystems. Sie fährt seit 1999 über Eppingen hinaus zum Heilbronner Hauptbahnhof und wechselt dort seit 2001 auf die damals neu errichtete Heilbronner Innenstadtstrecke. 2005 wurde die Linie bis Öhringen erweitert und gleichzeitig in den Verkehrsverbund Heilbronner Hohenloher Haller Nahverkehr (HNV, auch H3NV) integriert. 2013 ging ein neuer Streckenast nach Neckarsulm in Betrieb, der von der S 42 bedient wird. Seit 2014 führt diese über Bad Friedrichshall weiter nach Sinsheim, während die neue S 41 ebenfalls über Bad Friedrichshall nach Mosbach führt.

## Allgemeines
Wie die Stadtbahn Karlsruhe kombiniert auch die Stadtbahn Heilbronn die Idee einer leistungsfähigen innerstädtischen Straßenbahn mit der einer S-Bahn-ähnlichen Erschließung der Region. Als Logo wird ausschließlich das grün-weiße S-Bahn-Signet verwendet, ohne dass jedoch die Bezeichnung des Systems „S-Bahn“ lautet. Die Eigenbezeichnung ist „Stadtbahn“. Dies ist eine eher unübliche Anlehnung des Begriffs an die in Deutschland sonst als reine Eisenbahn konzipierte S-Bahn, deren Abkürzung für Stadtschnellbahn steht. Jedoch liegt die Verwendung des S-Bahn-Symbols darin begründet, dass die Bedienungsaufgaben der beiden Systeme ähnlich sind: Stadt und Vorort bzw. Umland miteinander zu verbinden.

## Streckenverläufe

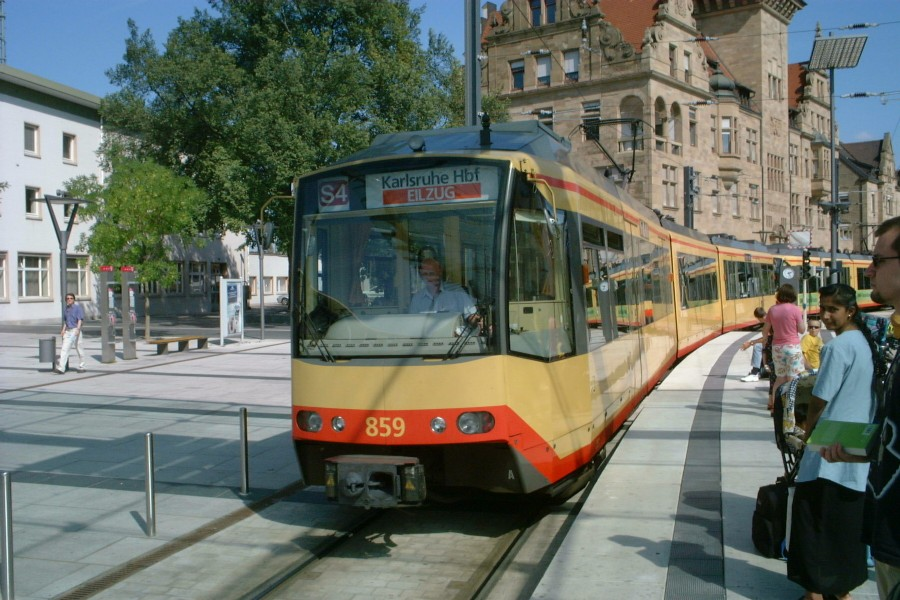
Stadtbahn am Heilbronner Bahnhofsvorplatz

| Strecke                                                                   |      | Kraichgaubahn von Karlsruhe              | S 4                                      |
| Blockstelle                                                               | −0,6 | Heilbronn-Kanalbrücke (Bft)              | Heilbronn-Kanalbrücke (Bft)              |
| Abzweig geradeaus und von rechts                                          |      | Frankenbahn von Stuttgart                | Frankenbahn von Stuttgart                |
| Brücke über Wasserlauf                                                    |      | Kanalhafen                               | Kanalhafen                               |
| Abzweig geradeaus und nach links                                          |      |                                          |                                          |
| Grenze mit U-Bahn                                                         | 0,0  | Heilbronn Übergang DB/Stadt              | Heilbronn Übergang DB/Stadt              |
| U-Bahn-Haltepunkt / Haltestelle                                           | 0,2  | Hauptbahnhof/Willy-Brandt-Platz S 41S 42 | Hauptbahnhof/Willy-Brandt-Platz S 41S 42 |
| U-Bahn-Strecke                                                            |      | Frankenbahn nach Würzburg                | Frankenbahn nach Würzburg                |
| U-Bahn-Strecke                                                            |      | nach Crailsheim                          | nach Crailsheim                          |
| U-Bahn-Haltepunkt / Haltestelle                                           | 0,6  | Neckar-Turm/Kurt-Schumacher-Platz        | Neckar-Turm/Kurt-Schumacher-Platz        |
| U-Bahn-Brücke über Wasserlauf                                             |      | Neckar (Friedrich-Ebert-Brücke)          | Neckar (Friedrich-Ebert-Brücke)          |
| U-Bahn-Haltepunkt / Haltestelle                                           | 0,9  | Rathaus                                  | Rathaus                                  |
| U-Bahn-Abzweig geradeaus, nach links und von links                        |      | nach Neckarsulm                          | S 41S 42                                 |
| U-Bahn-Haltepunkt / Haltestelle                                           | 1,3  | Harmonie                                 | Harmonie                                 |
| U-Bahn-Haltepunkt / Haltestelle                                           | 1,7  | Friedensplatz                            | Friedensplatz                            |
| U-Bahn-Haltepunkt / Haltestelle                                           | 2,1  | Finanzamt                                | Finanzamt                                |
| U-Bahn-Abzweig geradeaus und von links                                    |      | Abstellgleis Siebennussbaumstraße        | Abstellgleis Siebennussbaumstraße        |
| U-Bahn-Kreuzung mit Eisenbahn geradeaus unten (Querstrecke außer Betrieb) |      | Bottwartalbahn                           | Bottwartalbahn                           |
| U-Bahn-Haltepunkt / Haltestelle                                           | 2,6  | Pfühlpark                                | Pfühlpark                                |
| U-Bahn-Strecke · Strecke von links                                        |      | von Heilbronn Hbf                        | von Heilbronn Hbf                        |
| U-Bahn-Brücke · Brücke                                                    |      | Richard-Becker-Straße                    | Richard-Becker-Straße                    |
| U-Bahn-Grenze mit Eisenbahn · Strecke                                     |      | Systemwechsel BOStrab/EBO                | Systemwechsel BOStrab/EBO                |
| Abzweig geradeaus und von links · Strecke nach rechts                     | 3,1  | Heilbronn Pfühlpark (Abzw)               | Heilbronn Pfühlpark (Abzw)               |
| Strecke                                                                   |      | nach Crailsheim                          | S 4                                      |

| U-Bahn-Abzweig quer, von links und von rechts                | 0,0     | West-Ost-Strecke                                  | S 41S 42                                          |
|                                                              |         |                                                   |                                                   |
| U-Bahn-Haltepunkt / Haltestelle                              | 0,2     | Harmonie/Kunsthalle, Harmonie/Hafenmarktpassage   | Harmonie/Kunsthalle, Harmonie/Hafenmarktpassage   |
|                                                              |         |                                                   |                                                   |
| U-Bahn-Haltepunkt / Haltestelle                              | 0,7     | Theater                                           | Theater                                           |
| U-Bahn-Haltepunkt / Haltestelle                              | 1,0     | Technisches Schulzentrum                          | Technisches Schulzentrum                          |
| U-Bahn-Kreuzung mit Eisenbahn geradeaus unten                |         | Bahnstrecke Crailsheim–Heilbronn                  | Bahnstrecke Crailsheim–Heilbronn                  |
| U-Bahn-Kreuzung mit Eisenbahn geradeaus unten                |         | Frankenbahn                                       | Frankenbahn                                       |
| U-Bahn-Abzweig mit Eisenbahn geradeaus und von links         |         | Stammgleis 3 der I-Bahn Heilbronn (Gleisverschl.) | Stammgleis 3 der I-Bahn Heilbronn (Gleisverschl.) |
| U-Bahn-Haltepunkt / Haltestelle                              | 1,5     | Industrieplatz                                    | Industrieplatz                                    |
| U-Bahn-Abzweig mit Eisenbahn geradeaus und nach rechts       |         | Stammgleis 3 der I-Bahn zum Gla. Fa. W. Wüst      | Stammgleis 3 der I-Bahn zum Gla. Fa. W. Wüst      |
| U-Bahn-Haltepunkt / Haltestelle                              | 2,5     | Hans-Rießer-Straße                                | Hans-Rießer-Straße                                |
| U-Bahn-Kreuzung mit Eisenbahn                                |         | Stammgleis 4 der Industriebahn                    | Stammgleis 4 der Industriebahn                    |
| U-Bahn-Kreuzung mit Eisenbahn                                |         | Stammgleis 4 der I-Bahn zum Gla. Fa. Läpple       | Stammgleis 4 der I-Bahn zum Gla. Fa. Läpple       |
| Strecke von rechts · U-Bahn-Strecke                          |         | Frankenbahn von Heilbronn Hbf                     | Frankenbahn von Heilbronn Hbf                     |
| Strecke mit Straßenbrücke · U-Bahn-Strecke mit Straßenbrücke |         | Karl-Wüst-Brücke                                  | Karl-Wüst-Brücke                                  |
| Strecke · U-Bahn-Haltepunkt / Haltestelle                    | 3,6     | Kaufland                                          | Kaufland                                          |
| Strecke · U-Bahn-Grenze                                      | 3,71    | Grenze SWH/AVG (Stadtgrenze)                      | Grenze SWH/AVG (Stadtgrenze)                      |
| Strecke · U-Bahn-Grenze mit Eisenbahn                        | 4,586   | Systemwechsel BOStrab/EBO                         | Systemwechsel BOStrab/EBO                         |
| Strecke · Abzweig geradeaus und von links                    | 4,6     | Anschluss Fa. Arcelor / Fa. Schrade               | Anschluss Fa. Arcelor / Fa. Schrade               |
| Strecke · Haltepunkt / Haltestelle                           | 4,8     | Neckarsulm Süd                                    | Neckarsulm Süd                                    |
| Strecke mit Straßenbrücke · Strecke mit Straßenbrücke        |         | Neckartalbrücke Heilbronn                         | Neckartalbrücke Heilbronn                         |
| Bahnhof · Bahnhof                                            | 5,8     | Neckarsulm / Neckarsulm AVG                       | Neckarsulm / Neckarsulm AVG                       |
| Abzweig geradeaus und von links · Strecke nach rechts        | 6,058,4 | Frankenbahn nach Bad Friedrichshall               | S 41S 42                                          |

### West-Ost-Strecke
Die Stadtbahnen auf der Linie S4 fahren von Karlsruhe ab Eppingen zunächst auf der Kraichgaubahn über Gemmingen, Stetten, Schwaigern und Leingarten. Anschließend durchquert die Kraichgaubahn den Stadtteil Böckingen und bedient dabei die Haltepunkte Böckingen West, Berufsschulzentrum und Sonnenbrunnen. Dahinter überqueren die Gleise auf einer Brücke den Heilbronner Kanalhafen und kreuzen dabei plangleich die Gleise der Frankenbahn. Kurz vor dem Hauptbahnhof zweigt die Innenstadtstrecke der Stadtbahn ab, die den Stadtwerken Heilbronn gehört. Unmittelbar nach dem Übergang von EBO zu BOStrab halten die Züge vor dem Hauptbahnhof an der Haltestelle Hauptbahnhof/Willy-Brandt-Platz. Die elektrische Systemtrennstelle ist kurz danach in nördlicher Seitenlage am Anfang der Bahnhofstraße. Da die Züge hier kurzzeitig antriebslos rollen, ist der etwa 100 Meter lange Abschnitt auf beiden Seiten durch eine etwa einen Meter hohe, dichte Abtrennung gesichert, um Störungen zuverlässig zu vermeiden.
Die Züge fahren mit Gleichstrom weiter zunächst noch neben der Bahnhofstraße; der Bahnkörper wechselt aber kurz vor der Haltestelle Neckarturm am Kurt-Schumacher-Platz in die Mittellage. In unmittelbarer Nähe befindet sich die Experimenta Heilbronn. Wenige Meter weiter überquert die Straßenbahn auf der Friedrich-Ebert-Brücke den Neckar. Die Trasse folgt nun der Kaiserstraße, an der auf Höhe des Marktplatzes die Haltestelle Rathaus liegt. An ihrem Ostende mündet die Kaiserstraße in die Allee. Dort zweigt von der älteren West-Ost-Strecke der Nordast ab, auf dem die Stadtbahnen der Linien S 41 und S 42 der Allee in Richtung Norden folgen. Die ältere Stadtbahnlinie S 4 dagegen quert die breite Straßenachse und erreicht gleich dahinter die Haltestelle Harmonie.
Anschließend führt die Trasse in der Mitte der Moltkestraße weiter geradeaus zur Haltestelle Friedensplatz, wo vor allem die Schüler der dortigen Gymnasien ein- und aussteigen. Danach verläuft sie weiter nach Osten und wechselt vor der Haltestelle Finanzamt auf die linke Straßenseite. Nun folgt die Stadtbahn der abschnittsweise nur eingleisigen Strecke entlang der Bismarck- und der Jägerhausstraße bis zur Haltestelle Pfühlpark, hinter der die Innenstadtstrecke mit einer weiteren Systemwechselstelle endet. Über eine kleine Rampe fahren die Züge auf die DB-Strecke Hohenlohebahn, die kurz hinter der Haltestelle Trappensee durch den Weinsberger Tunnel verläuft. Auf dieser Verbindung erreicht die Linie S 4 über Weinsberg, Ellhofen, Obersulm und Bretzfeld Öhringen Hauptbahnhof und endet in Öhringen-Cappel.

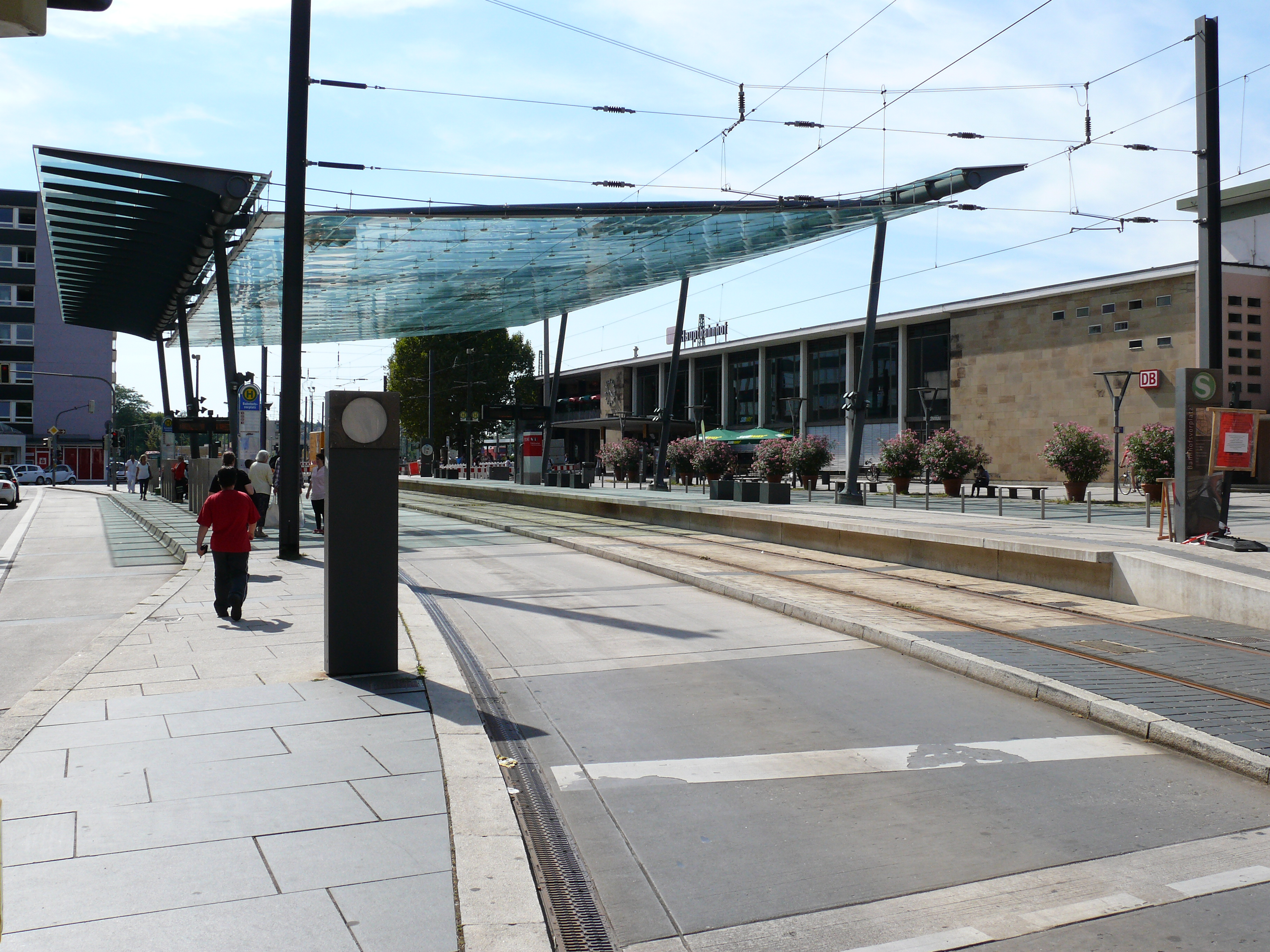
Hauptbahnhof
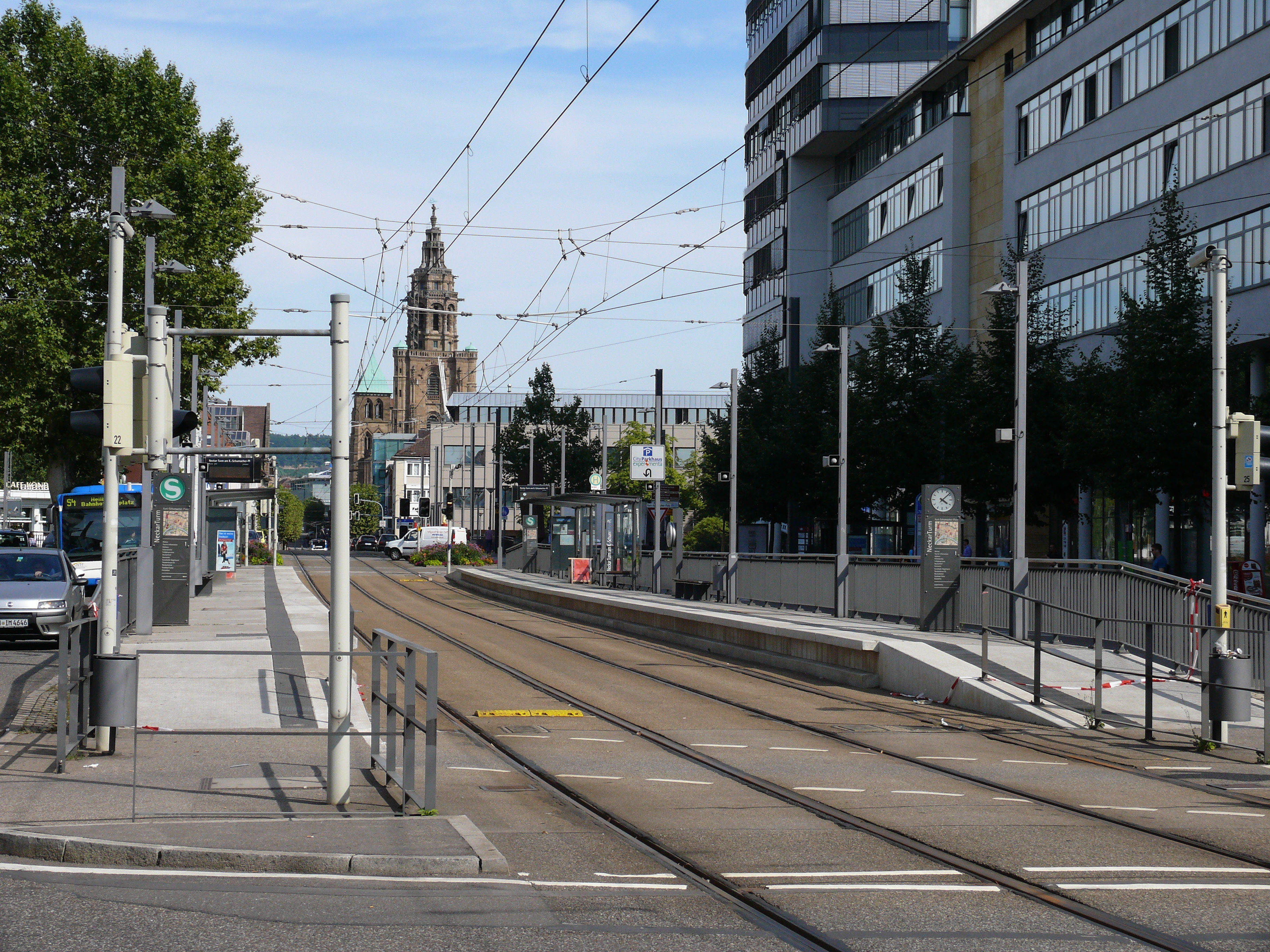
Neckarturm am Kurt-Schumacher-Platz
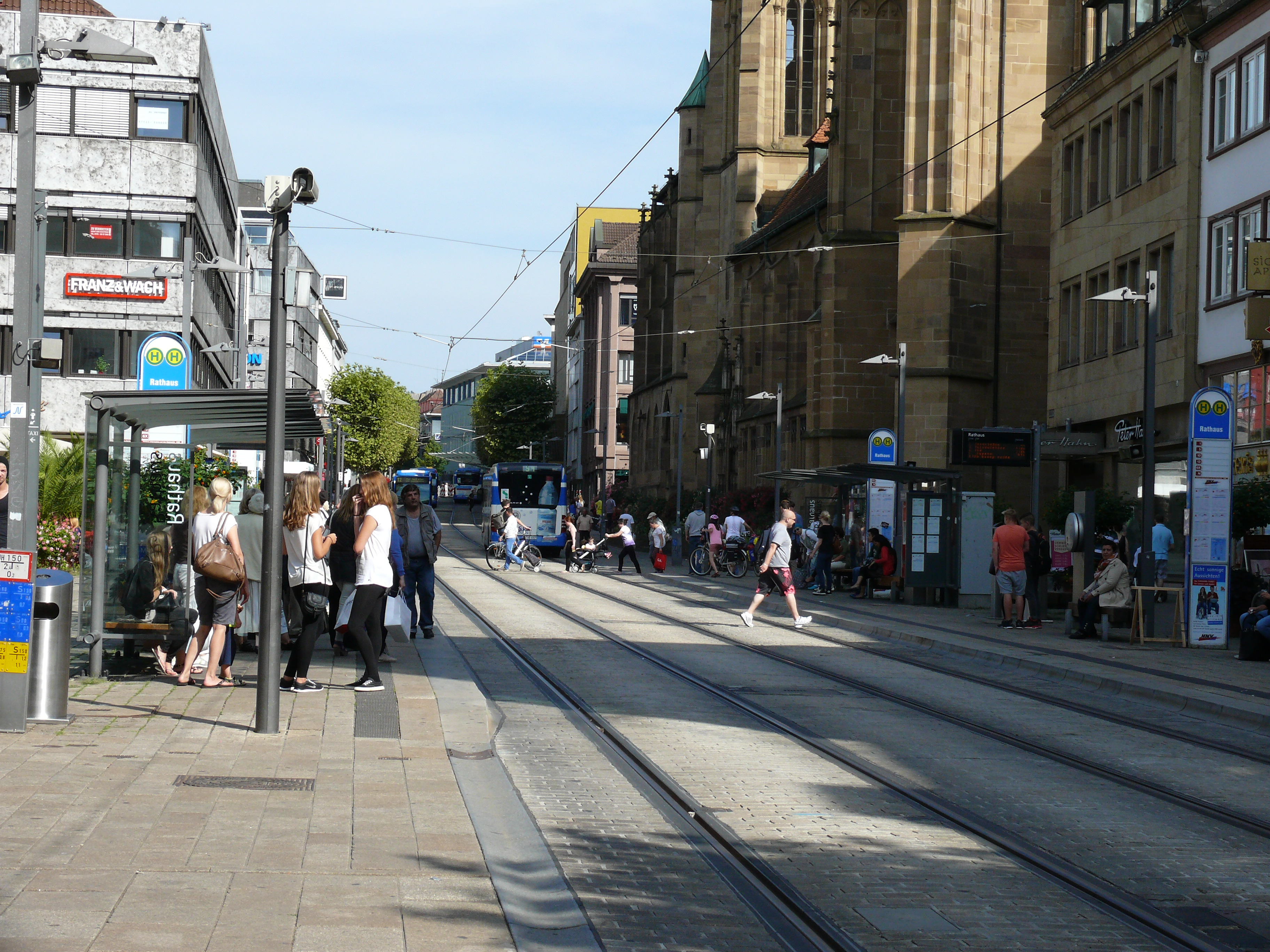
Rathaus
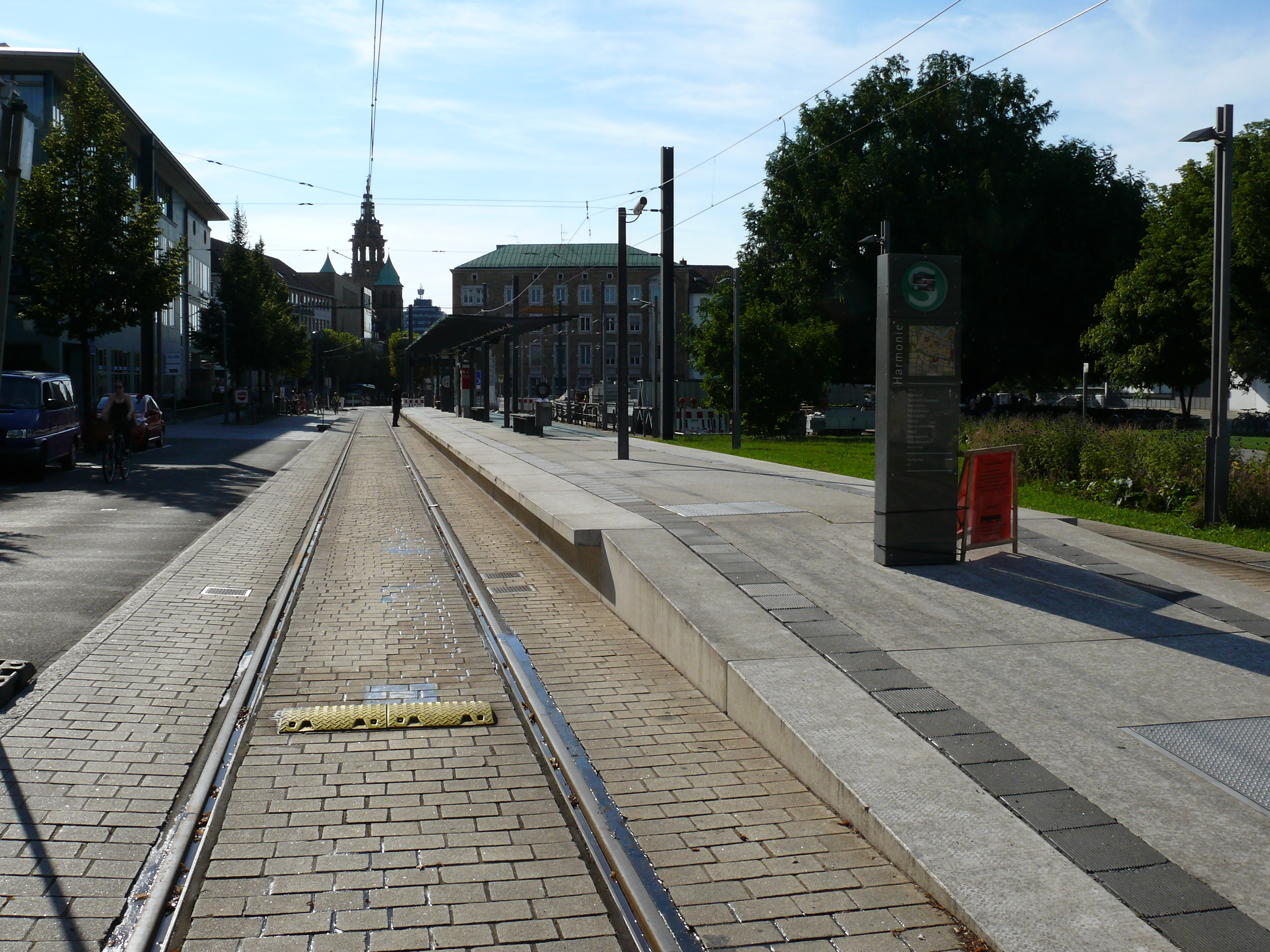
Harmonie
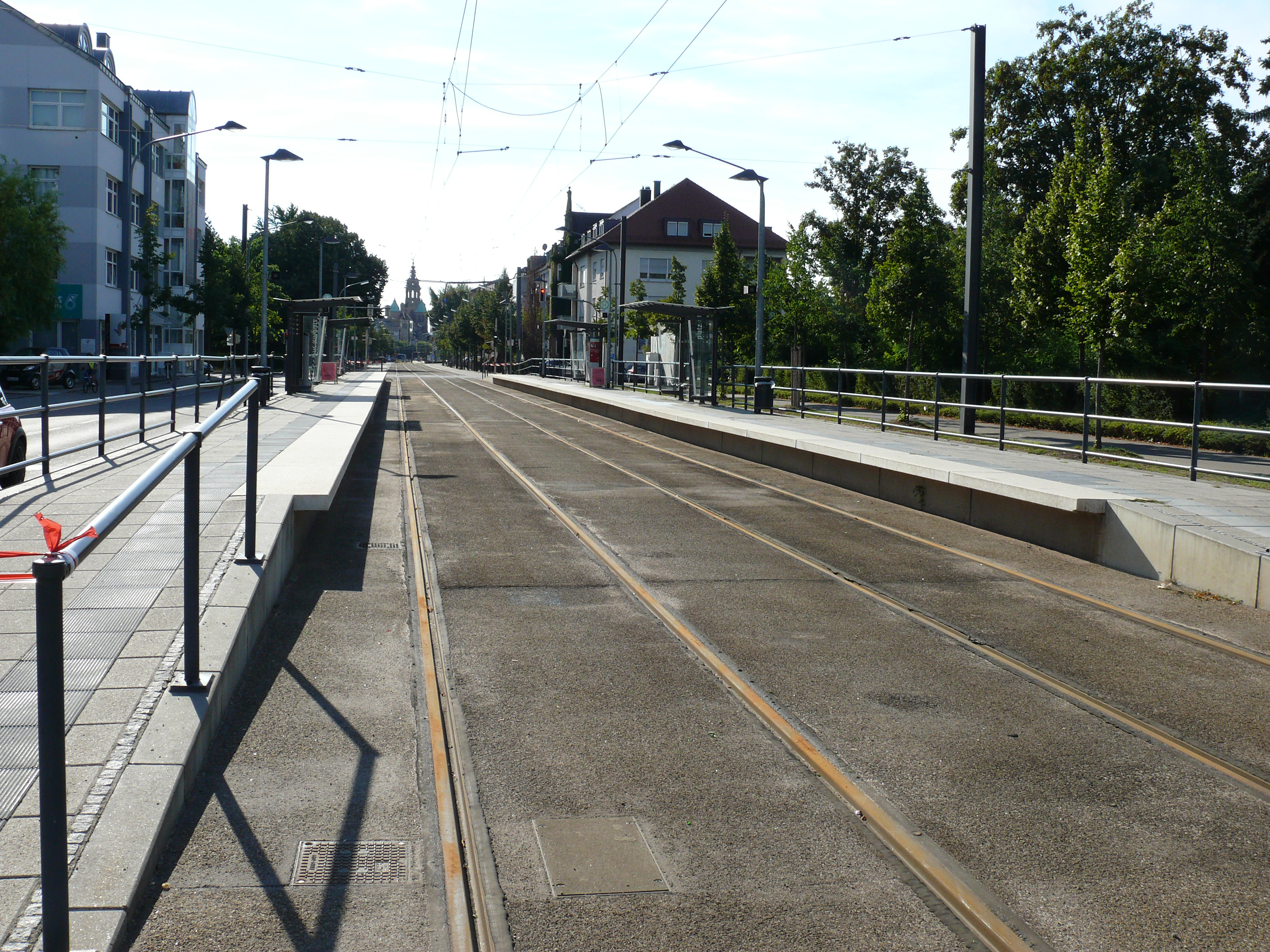
Friedensplatz
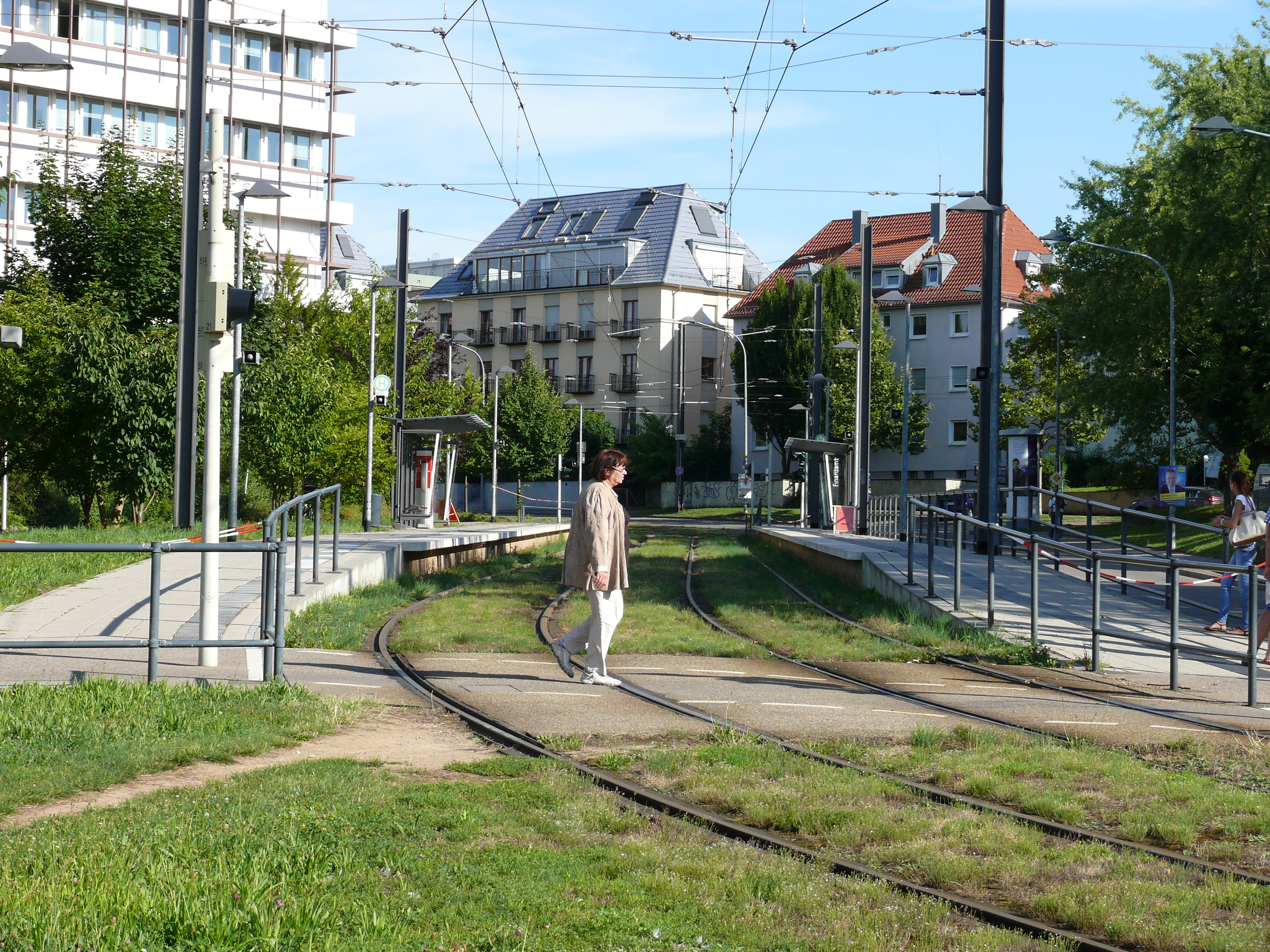
Finanzamt
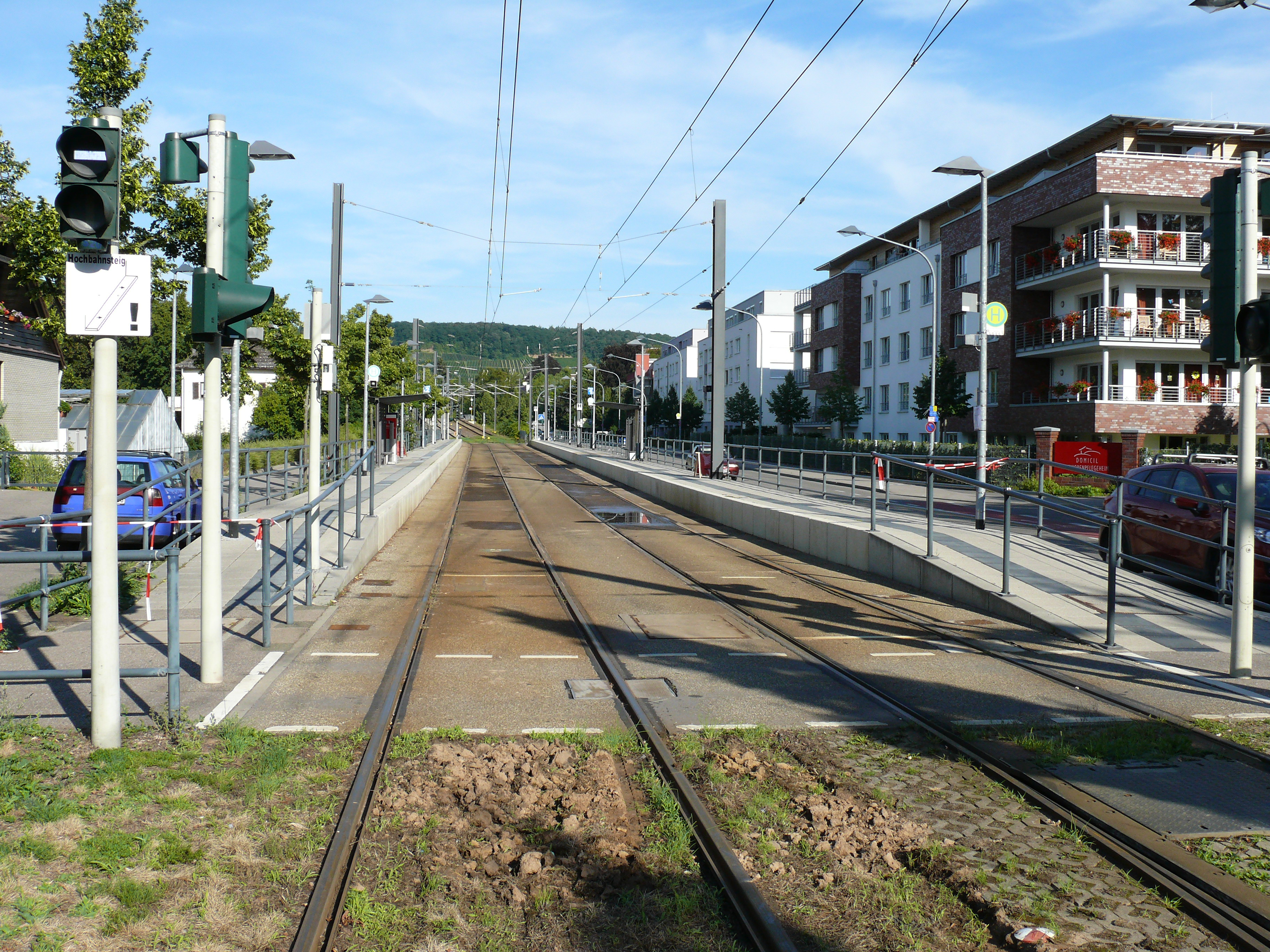
Pfühlpark

### Nordast
An der Allee zweigt der Nordast von der älteren West-Ost-Strecke ab und verläuft entlang dieser Richtung Norden. Die Gleise sind hier richtungsgetrennt an beiden Seiten der breiten Straße verlegt. Direkt nördlich von der Abzweigung befinden sich die Haltestellen Harmonie/Kunsthalle auf der Ostseite der Allee, die stadtauswärts angefahren wird, und Harmonie/Hafenmarktpassage, die auf der anderen Seite der Allee liegt und stadteinwärts bedient wird. Am Nordende der Allee biegen die Gleise nach links ab und verlaufen in der Mitte der Weinsberger Straße, wo die Haltestelle Theater liegt. Gleich dahinter biegen die Stadtbahnen dann nach rechts in die Paulinenstraße ein und folgen deren Verlauf bis zur Haltestelle Technisches Schulzentrum. Sie unterqueren die Gleise der Bahnstrecke Crailsheim–Heilbronn und der Frankenbahn und verlaufen anschließend neben der Salzstraße bis zum Industrieplatz, wo sie in die Austraße abbiegen und die Haltestelle Industrieplatz passieren. Die Züge fahren in der Mitte der Austraße weiter bis zur Haltestelle Hans-Rießer-Straße. Dort schwenken sie in die namensgebende Hans-Rießer-Straße ein und folgen dieser bis zu deren Ostende direkt neben den Gleisen der Frankenbahn, neben denen die Trasse anschließend verläuft. An diesem Abschnitt liegen die Haltestelle Kaufland und der Haltepunkt Neckarsulm Süd, der sich auf dem Gebiet der Stadt Neckarsulm befindet.

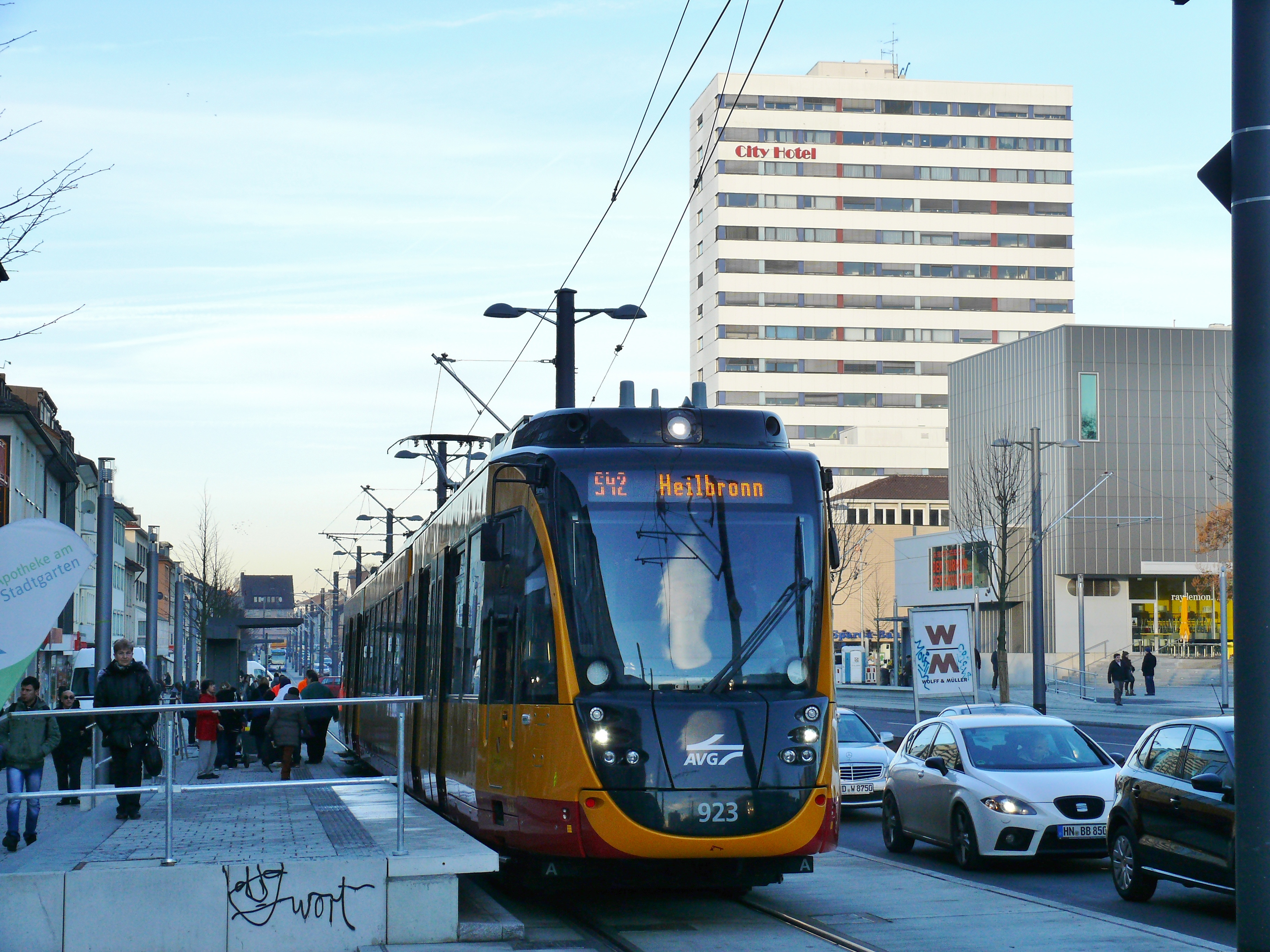
Harmonie
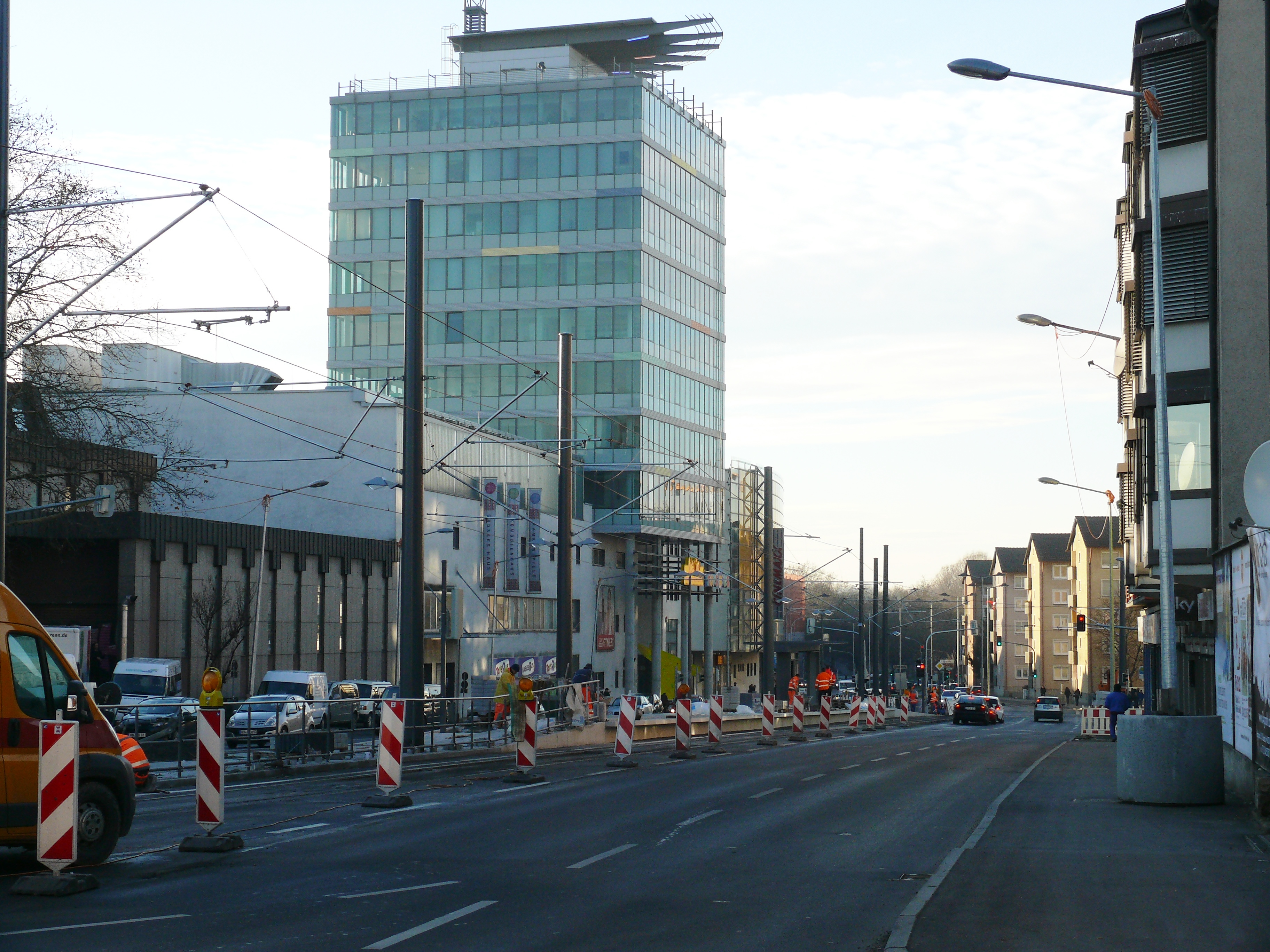
Theater
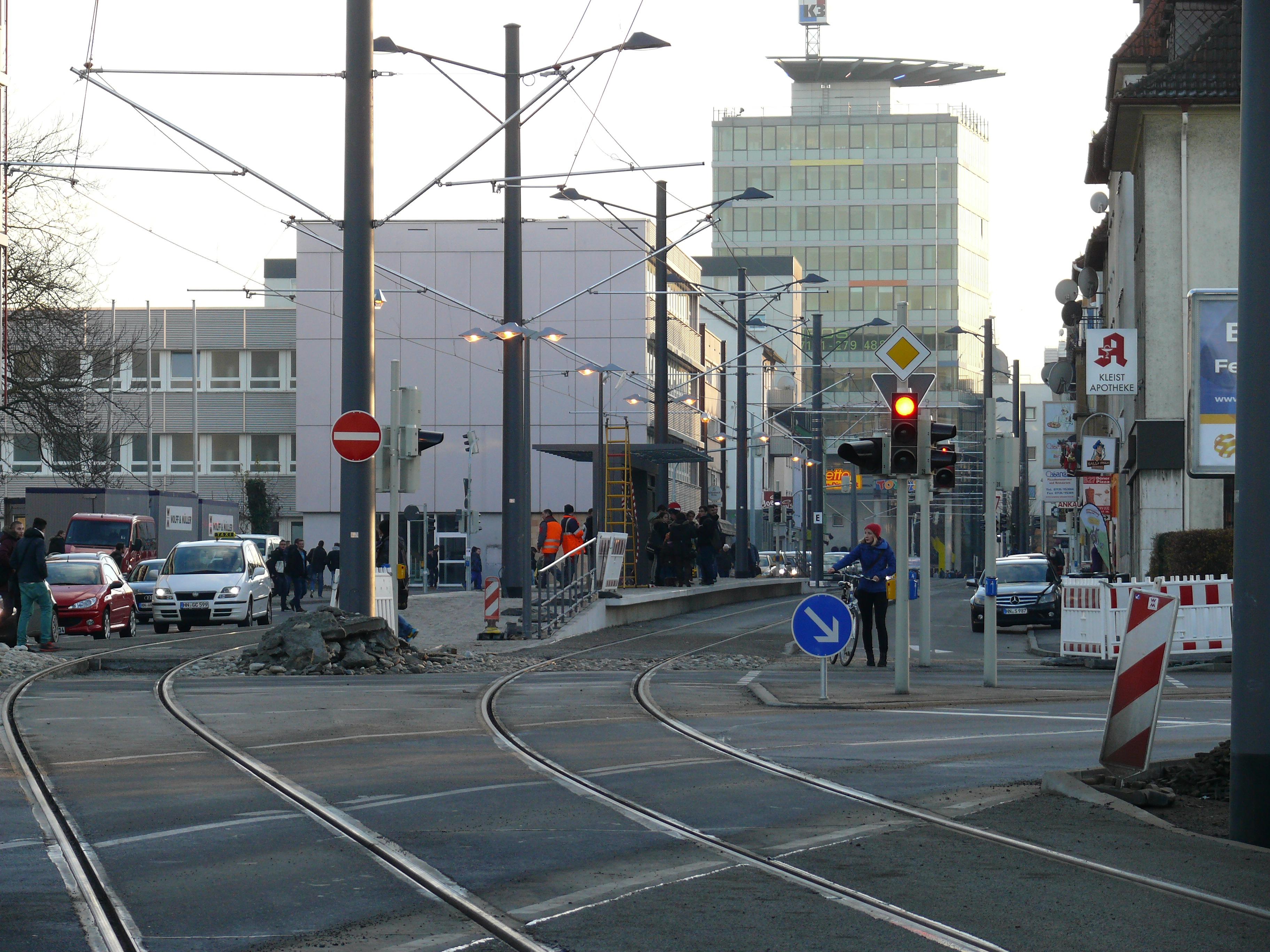
Technisches Schulzentrum
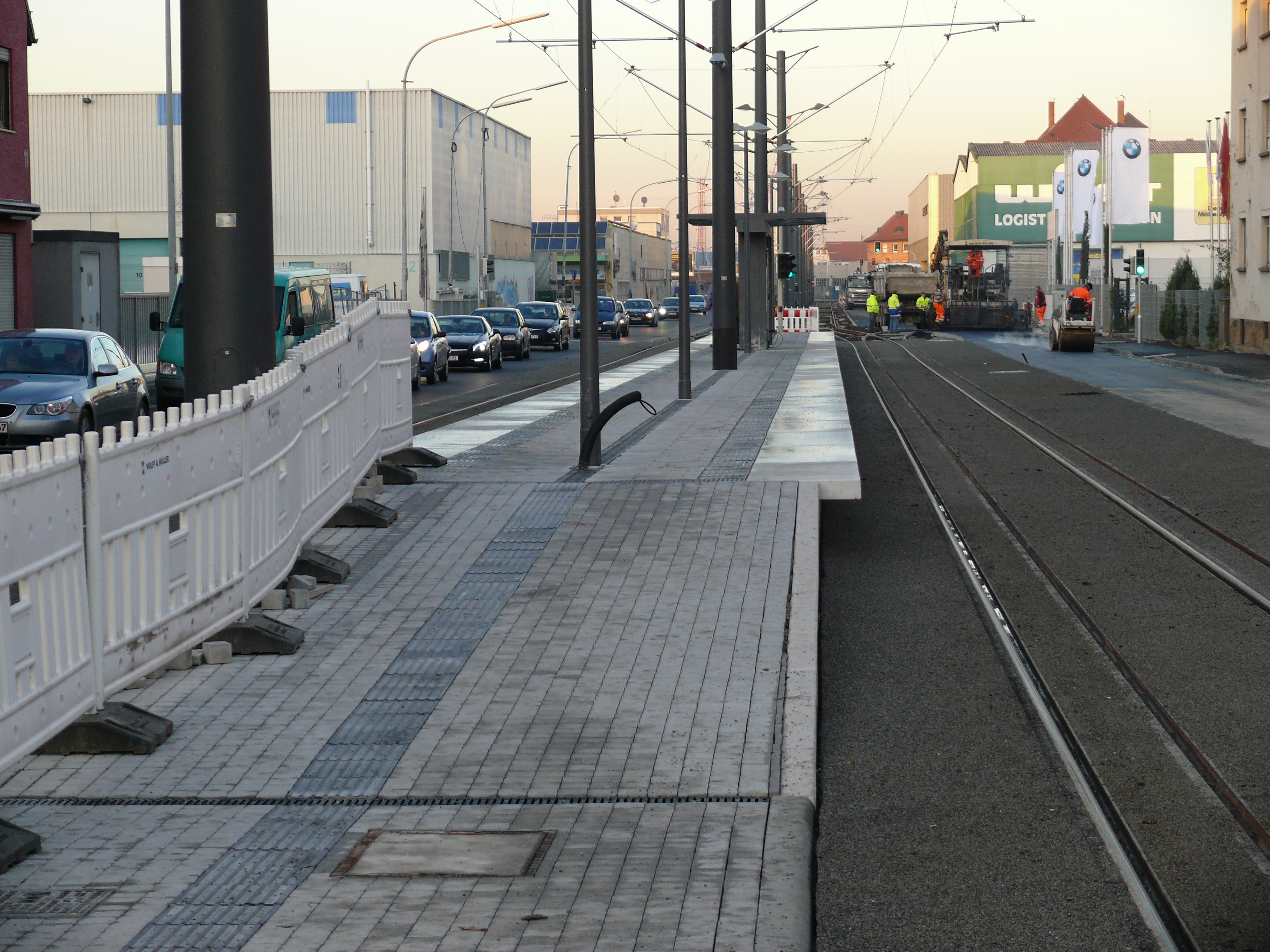
Industrieplatz
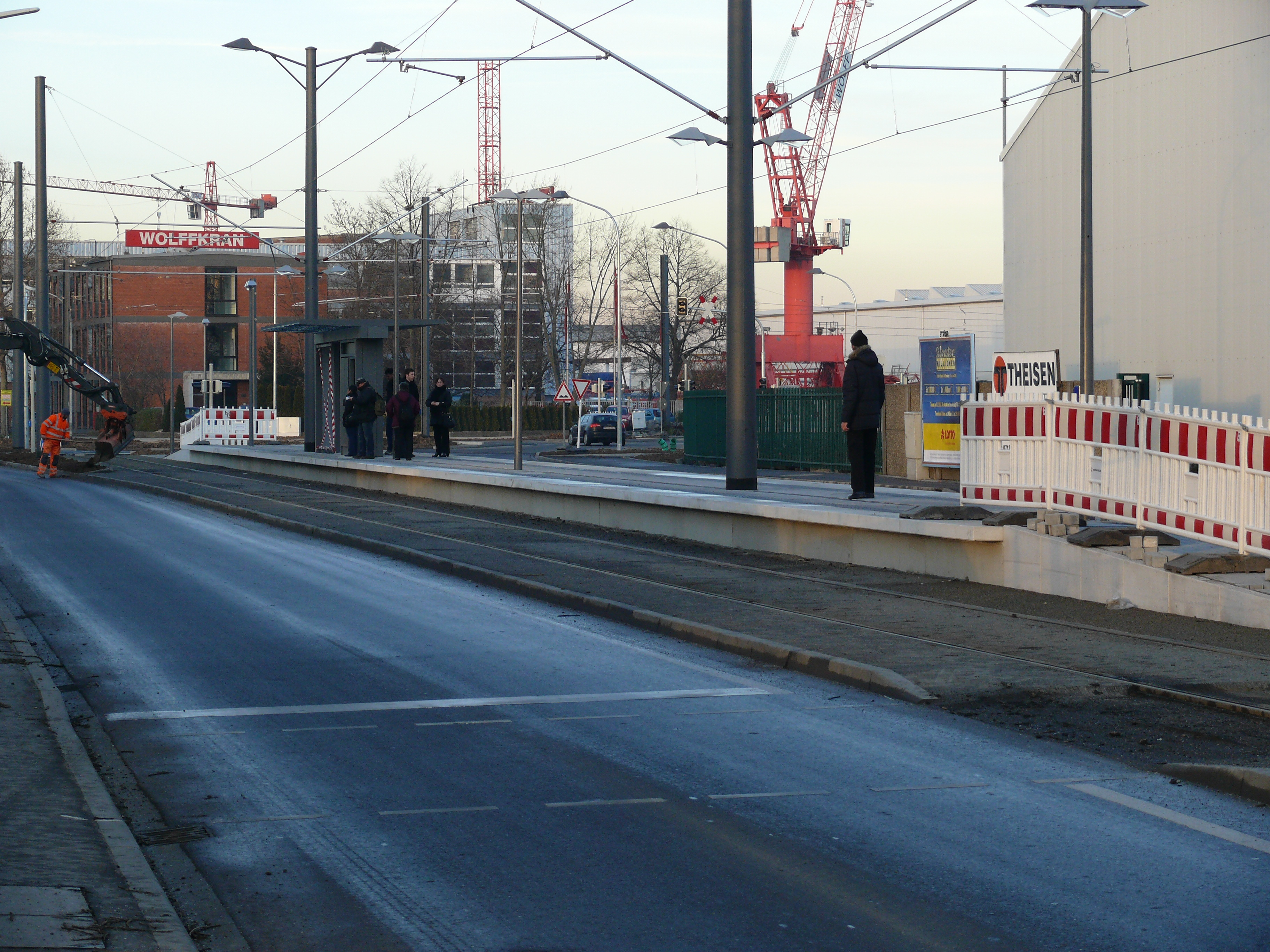
Hans-Rießer-Straße
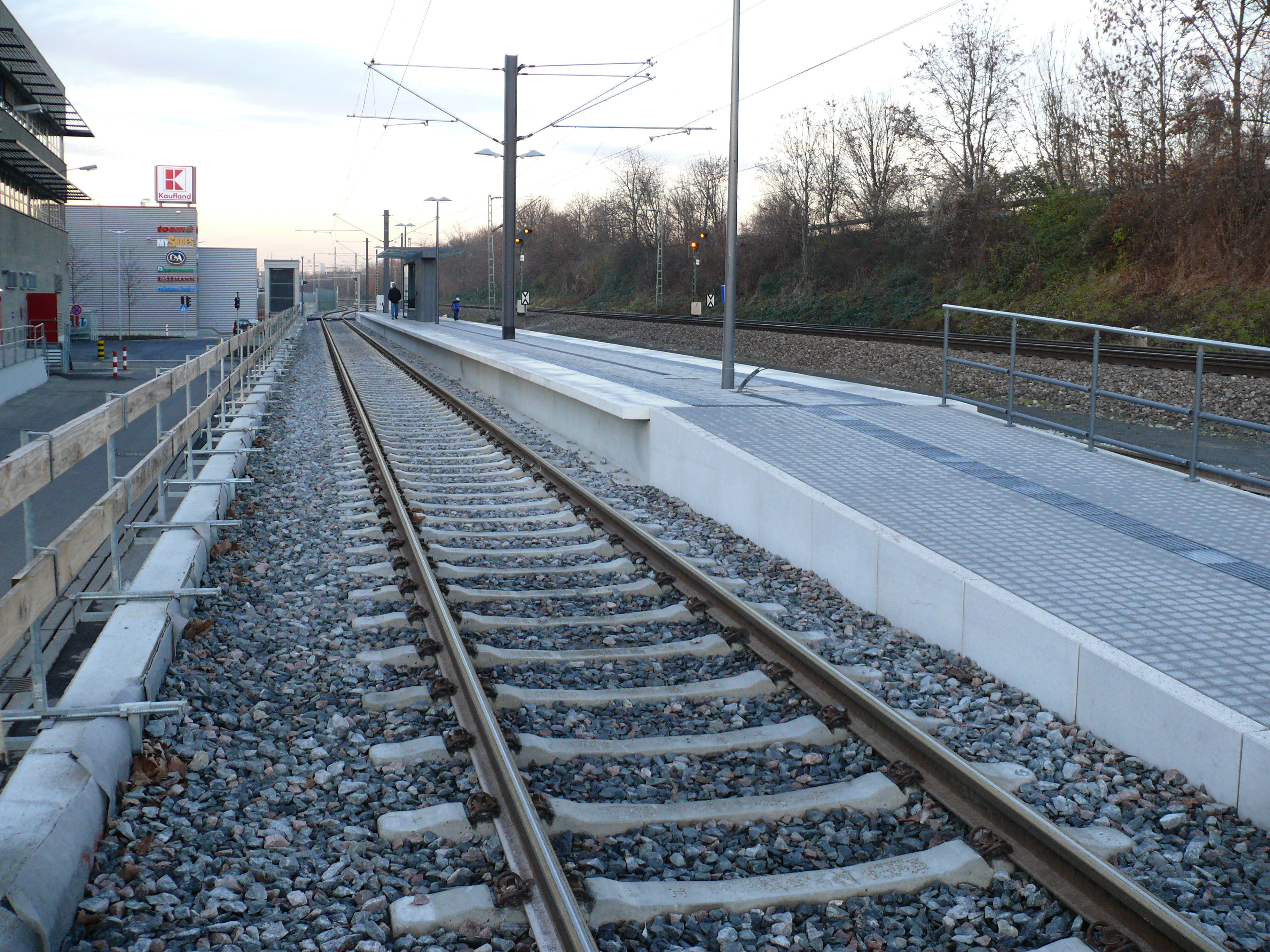
Kaufland

## Betrieb
Die S 4 verkehrt heute in beiden Richtungen zweimal pro Stunde zwischen Heilbronn Pfühlpark und Schwaigern West mit allen Halten, wovon eine nach Karlsruhe weiterfährt. Die Strecke zwischen Heilbronn und Öhringen wird montags–samstags im 30-Minuten-Takt bedient, sonntags jede Stunde; alle Stunde besteht über die ganze Woche in Öhringen Anschluss an die Regionalbahn nach Schwäbisch Hall-Hessental und Crailsheim. Montags-Samstags fährt ein Zug pro Stunde aus Karlsruhe tagsüber bis Öhringen-Cappel durch. Entsprechend in der Gegenrichtung fährt auch ein Zug pro Stunde von Öhringen-Cappel nach Karlsruhe durch. In der HVZ verkehren zusätzliche Züge zwischen Heilbronn, Weinsberg, Eschenau und Öhringen-Cappel. Ebenso verkehren mittags zusätzliche Züge für den Schülerverkehr. In der HVZ verkehren einzelne Züge durchgehend zwischen Schwaigern West und Mosbach, heißt es besteht eine Durchbindung zwischen der S4 und S41.
Werktäglich werden auf der Strecke zwischen Öhringen und Heilbronn etwa 13.400 Personen befördert. Dies entspricht einer Verfünffachung im Vergleich zu den Fahrgastzahlen auf der „alten Hohenlohebahn“.
Der Nordast wird von den Linien S 41 und S 42 bedient, die beide auf dem Vorplatz des Heilbronner Hauptbahnhofs beginnen und Richtung Bad Friedrichshall fahren. Von dort aus führt die Linie S 41 weiter nach Mosbach, die S 42 über Bad Rappenau nach Sinsheim. An beiden Endpunkten besteht Anschluss an die S-Bahn RheinNeckar.
Die Linie S 41 verkehrt stündlich über Mosbach-Neckarelz nach Mosbach (Baden) sowie zusätzlich stündlich zwischen Mosbach (Baden) und Mosbach-Neckarelz, um dort Anschluss an den RE 10a zu bieten. In der HVZ fahren einzelne Züge der S41 als S4 weiter nach Schwaigern West oder kommen als S4 aus Schwaigern West.  Die Linie S 42 fährt montags–freitags zweimal stündlich bis Bad Rappenau und, einmal pro Stunde, weiter nach Sinsheim Hbf.
Samstags/sonntags ergänzen wenige Zugpaare im 2-Stunden-Takt den Fahrplan zwischen Heilbronn und Bad Rappenau.
Die Triebfahrzeugführer für die Züge des Nordastes werden unter anderem von DB Regio gestellt. Durch dortigen Mangel an für den Stadtbahnbetrieb ausgebildetem Personal kam es über längere Zeit zu relativ häufigen Zugausfällen.
Einige Fahrzeugumläufe der Linie S4 von Karlsruhe kommend werden ab dem Heilbronner Bahnhofsvorplatz durchgebunden und fahren ab dort weiter als Linie S41 bzw. S42 über die Nordstrecke.
An den Betriebskosten beteiligen sich die anliegenden Landkreise und Gemeinden. Beispielsweise zahlten 2017 der Landkreis Heilbronn und die Anliegergemeinden der Strecken etwa je 1,25 Millionen Euro. Offenau und Gundelsheim beteiligten sich im Jahr 2015 zusammen mit 162.000 Euro. Von diesen werden teilweise fehlende Verbesserungen durch die Stadtbahn kritisiert und eine Taktverdichtung im Falle der Wiederherstellung von Direktverbindungen nach Stuttgart gefordert.

### Liniennetz
| Linien-Nr. | Linienverlauf | Befahrene Eisenbahnstrecken                                   | Betreiber                                                    |
| ---------- | --- | ------------------------------------------------------------- | ------------------------------------------------------------ |
| S 4        | Karlsruhe – Eppingen – Heilbronn – Öhringen Karlsruhe Albtalbahnhof – Karlsruhe Bahnhofsvorplatz – Karlsruhe Durlacher Tor – Karlsruhe Tullastraße/Alter Schlachthof – Karlsruhe-Durlach – Grötzingen – Grötzingen Oberausstraße – Hummelberg – Jöhlingen West – Jöhlingen – Wössingen – Wössingen Ost – Dürrenbüchig – Rinklingen – Bretten – Bretten Stadtmitte – Bretten Wannenweg – Bretten Schulzentrum – Bretten Kupferhälde – Gölshausen – Gölshausen Industriegebiet – Oberderdingen-Flehingen Industrie – Flehingen – Zaisenhausen – Sulzfeld (Baden) – Eppingen West – Eppingen – Gemmingen West – Gemmingen – Stetten am Heuchelberg – Schwaigern (Württ) West – Schwaigern (Württ) – Schwaigern Ost – Leingarten West – Leingarten Mitte – Leingarten – Leingarten Ost – Böckingen West – Heilbr.-Böckingen Berufsschulzentrum – Böckingen Sonnenbrunnen – Heilbronn Hbf/Willy-Brandt-Platz – Heilbronn Neckar-Turm/K.-S.-Pl. – Heilbronn Rathaus – Heilbronn Harmonie – Heilbronn Friedensplatz – Heilbronn Finanzamt – Heilbronn Pfühlpark – Heilbronn Trappensee – Weinsberg West – Weinsberg – Weinsberg/Ellhofen Gewerbegebiet – Ellhofen – Sülzbach – Sülzbach Schule – Willsbach – Affaltrach – Eschenau (b Heilbronn) – Wieslensdorf – Scheppach – Bretzfeld – Bitzfeld – Öhringen West – Öhringen Hbf – Öhringen-Cappel | Kraichgaubahn, Bahnstrecke Heilbronn–Crailsheim               | Albtal-Verkehrs-Gesellschaft, DB Regio, Stadtwerke Heilbronn |
| S 41       | Heilbronn – Neckarsulm – Bad Friedrichshall – Mosbach Heilbronn Hbf/Willy-Brandt-Platz – Heilbronn Neckar-Turm/K.-S.-Pl. – Heilbronn Rathaus – Heilbronn Harmonie/Kunsthalle (Harmonie/Hafenmarktpassage) – Heilbronn Theater – Heilbronn Technisches Schulzentrum – Heilbronn Industrieplatz – Heilbronn Hans-Rießer-Straße – Heilbronn Kaufland – Neckarsulm Süd – Neckarsulm – Neckarsulm Mitte – Neckarsulm Nord – Bad Friedrichshall-Kochendorf – Bad Friedrichshall Hbf – Offenau – Gundelsheim (Neckar) – Haßmersheim – Neckarzimmern – Mosbach-Neckarelz – Mosbach West – Mosbach (Baden) | Frankenbahn, Neckartalbahn, Bahnstrecke Neckarelz–Osterburken | Albtal-Verkehrs-Gesellschaft, DB Regio, Stadtwerke Heilbronn |
| S 42       | Heilbronn – Neckarsulm – Bad Friedrichshall – Sinsheim Heilbronn Hbf/Willy-Brandt-Platz – Heilbronn Neckar-Turm/K.-S.-Pl. – Heilbronn Rathaus – Heilbronn Harmonie/Kunsthalle (Harmonie/Hafenmarktpassage) – Heilbronn Theater – Heilbronn Technisches Schulzentrum – Heilbronn Industrieplatz – Heilbronn Hans-Rießer-Straße – Heilbronn Kaufland – Neckarsulm Süd – Neckarsulm – Neckarsulm Mitte – Neckarsulm Nord – Bad Friedrichshall-Kochendorf – Bad Friedrichshall Hbf – Bad Wimpfen Im Tal – Bad Wimpfen – Bad Wimpfen-Hohenstadt – Bad Rappenau Kurpark – Bad Rappenau – Babstadt – Grombach – Steinsfurt – Sinsheim Museum/Arena – Sinsheim (Elsenz) Hbf | Frankenbahn, Elsenztalbahn                                    | Albtal-Verkehrs-Gesellschaft, DB Regio, Stadtwerke Heilbronn |

## Geschichte

### Bau der West-Ost-Strecke

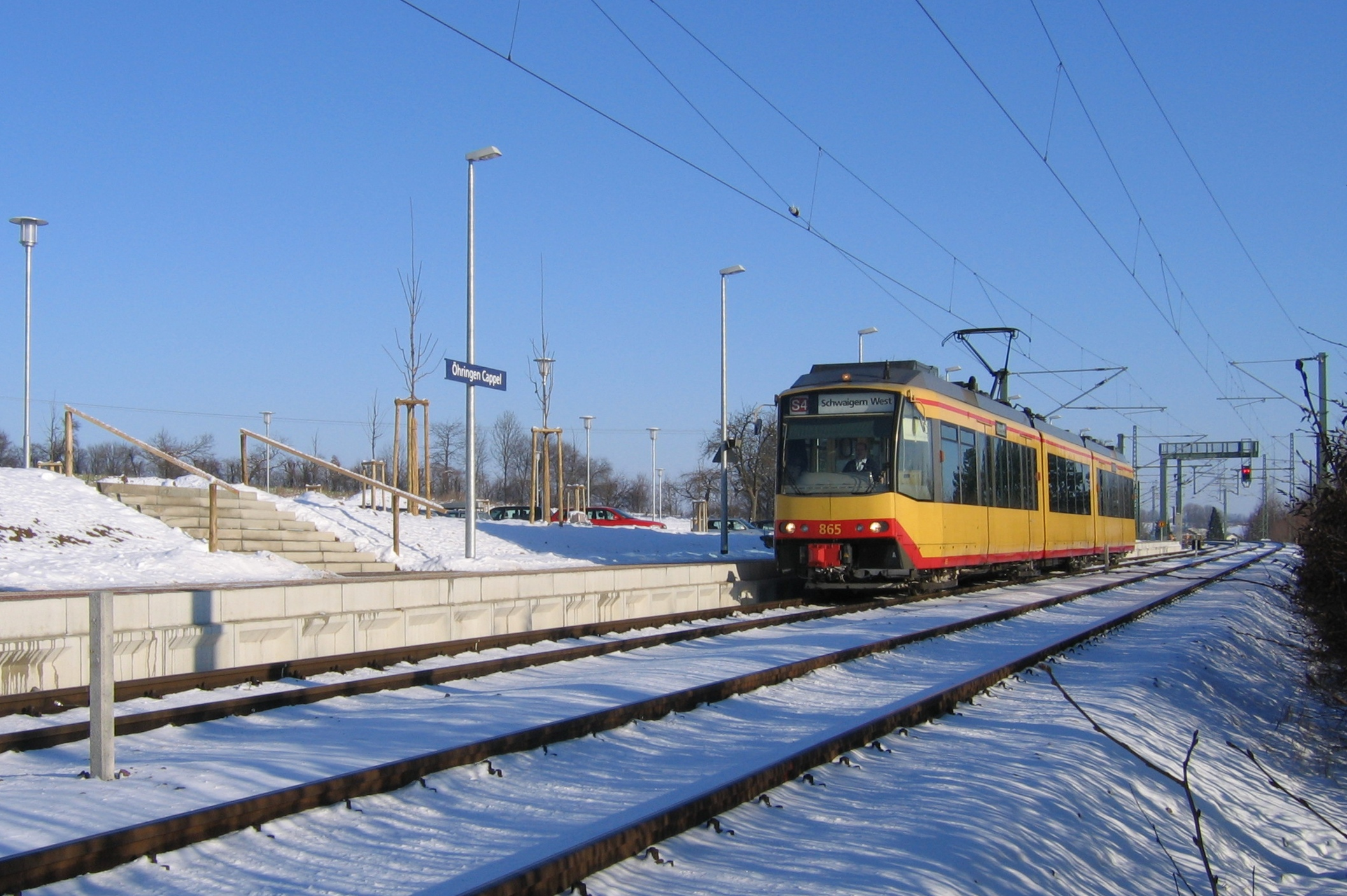
Endhaltestelle der Stadtbahn in Öhringen-Cappel

Im Jahr 1991, gut 35 Jahre nachdem zuletzt Straßenbahnen in Heilbronn fuhren, wurde die Einführung eines Stadtbahnnetzes nach Karlsruher Vorbild erstmals diskutiert. Das anschließend erstellte ÖPNV-Leitbild erhielt am 6. September 1994 die Zustimmung des Heilbronner Gemeinderats. Bereits damals sollte die heutige S 4 als erste Strecke in Betrieb gehen. Ein wichtiger Schritt hierbei war im Juni 1997 die Verlängerung der Karlsruher Stadtbahnlinie S 4 bis nach Eppingen im Westen des Landkreises Heilbronn.
Im Hinblick auf die neue Stadtbahnstrecke wurden in der Kaiserstraße bei deren Umbau im Jahr 1998 bereits Gleise verlegt. Ab dem 12. März 1998 fuhren die Stadtbahnen zwischen Eppingen und dem Heilbronner Hauptbahnhof, zunächst nur an den Wochenenden, ab dem 27. September im selben Jahr täglich. Gleichzeitig befand sich der erste Abschnitt der Innenstadtstrecke bis zur Harmonie in Planung. Die Bauarbeiten für die Strecke begannen im Juni 2000, am 4. Juli 2001 fand die erste Probefahrt auf der Strecke statt, die am 21. Juli schließlich eröffnet wurde.
Am 5. Juli 2001, bereits vor Eröffnung des ersten Streckenabschnittes, wurde der Verlauf der Strecke bis zum Pfühlpark festgelegt. Der Startschuss für die Bauarbeiten fiel am 9. September 2003, zu denen auch der Abriss der Brücke der Bottwartalbahn über die Jägerhausstraße gehörte, da diese den Oberleitungen im Weg stand. Dieser Abschnitt ging am 25. November 2004 in Betrieb. Die gesamte Innenstadtstrecke kostete etwa 52,7 Millionen Euro.
Der Anschluss an die Bahnstrecke Crailsheim–Heilbronn besteht seit dem 10. Dezember 2005, seit damals fährt die S 4 bis zum heutigen Linienende in Öhringen. Im Zuge der Verlängerung wurde der Bahnhaltepunkt Karlstor an der Bahnstrecke Crailsheim–Heilbronn im Stadtgebiet geschlossen.

### Bau des Nordasts

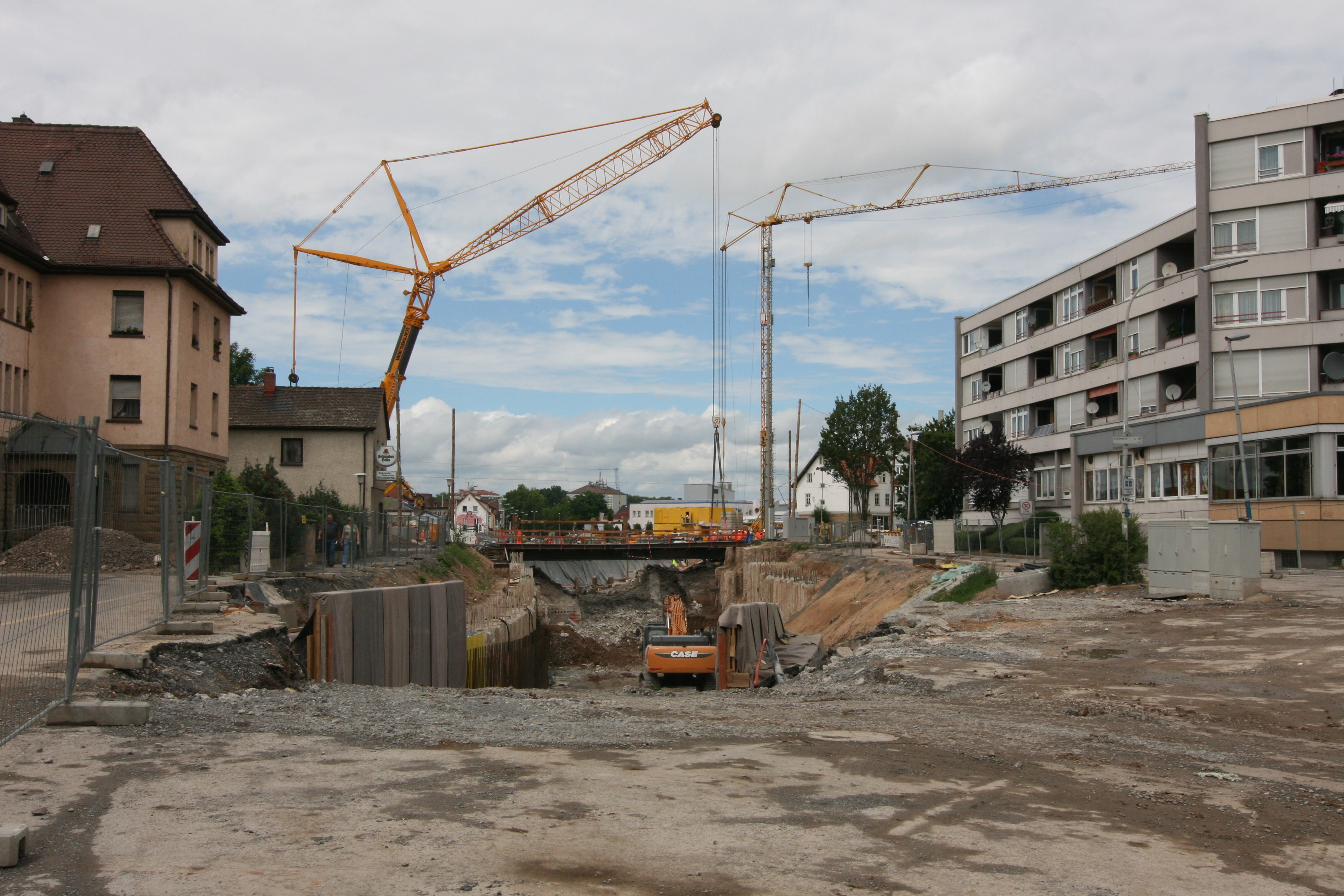
Einbau einer Hilfsbrücke bei der Unterführung der Bahngleise am Sülmertor (Juni 2012)

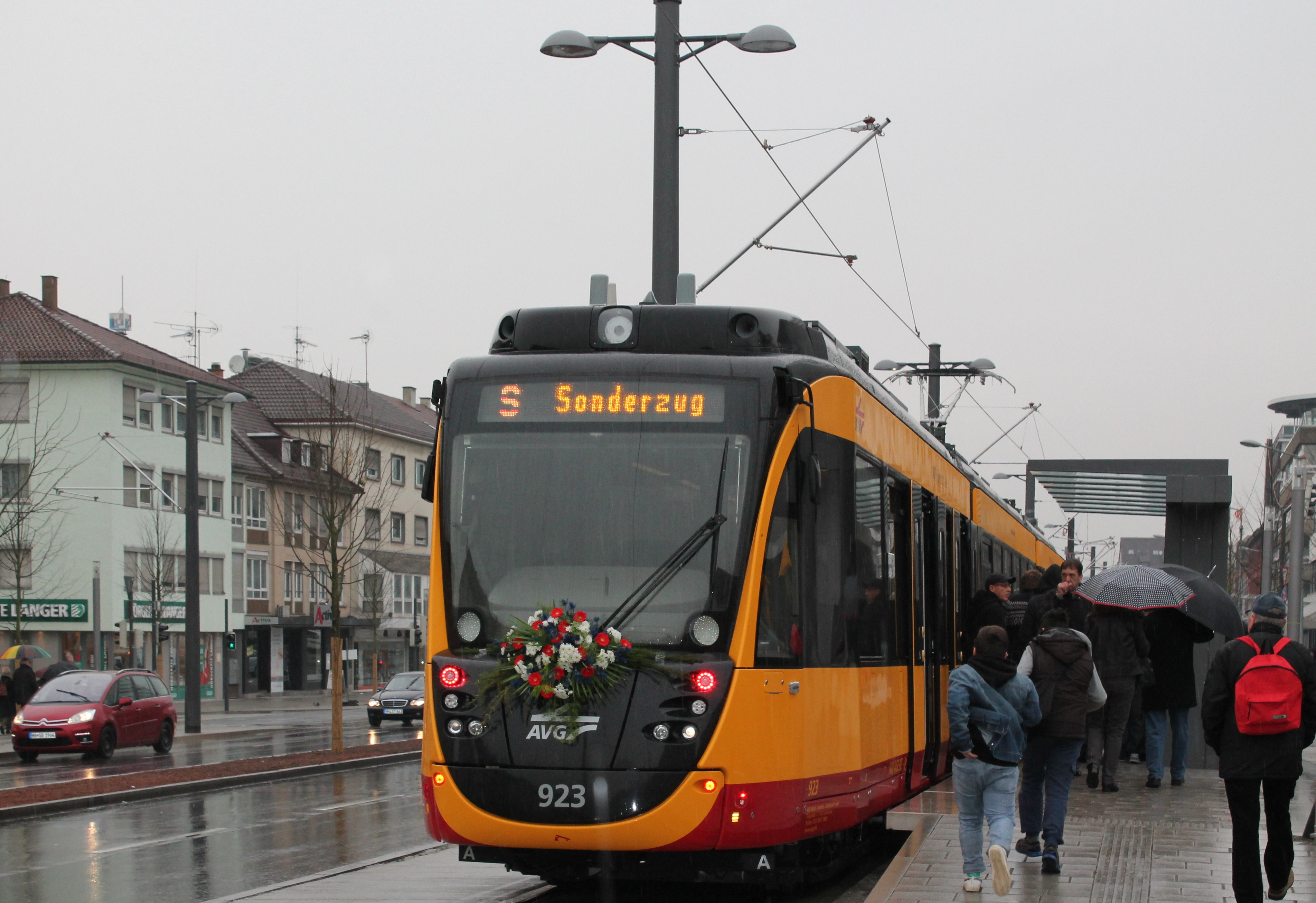
Eröffnungssonderzug der Nordstadtbahn am 14. Dezember 2013

Für den Bau der Nordstrecke haben die Stadtwerke Heilbronn GmbH nach europaweiter Ausschreibung am 21. Juni 2007 größere Planungen im Wert von 1,2 Millionen Euro vergeben.
Am 22. Juni 2007 unterzeichneten die Anrainerkommunen, der Landkreis Heilbronn und die Deutsche Bahn AG eine Planungsvereinbarung über den rund 77 Millionen Euro teuren Ausbau der Heilbronner Stadtbahn in den nördlichen Landkreis. Insgesamt wird der Ausbau rund 136 Millionen Euro kosten. An diesen Kosten beteiligte sich der Neckar-Odenwald-Kreis mit 2,8 Millionen Euro.
Der Heilbronner Gemeinderat beschloss am 4. Mai 2005 die Linienführung der BOStrab-Neubaustrecke durch das Stadtgebiet mit Kosten von voraussichtlich 59 Millionen Euro. Am 20. Dezember 2007 wurde die Lage der Trasse auf der Allee festgelegt.
Im September 2010 stellten die Fraktionen von CDU, FDP, FWV, SPD und Linken im Heilbronner Gemeinderat einen gemeinsamen Antrag, die Trasse durch das Stadtgebiet stattdessen über die Mannheimer Straße, den Europaplatz und die Weipertstraße zu führen. Nach mehreren Sondersitzungen des Gemeinderates ließen die Fraktionen ihren Antrag fallen, die geplante Trassenführung über die Paulinenstraße steht damit fest.
Am 13. Januar 2011 wurde der Planfeststellungsbeschluss für den Streckenabschnitt in der Heilbronner Innenstadt vom Regierungspräsidium Stuttgart erlassen. Ab April 2010 fanden vorbereitende Arbeiten statt, hauptsächlich wurden Versorgungsleitungen im Bereich der Trasse verlegt. Im Sommer 2011 begann man die Unterführung am Sülmertor umzubauen. Die Unterführung beim Sülmertor wurde für 30.000 Euro mit einem Streetart-Projekt des Schweizer Künstlers Adrian Falkner geschmückt.
Die Stadtverwaltung Heilbronn rechnete mit der Fertigstellung des Gesamtprojekts Ende 2014.[veraltet] Die Gesamtkosten für die Stadtbahn Nord werden voraussichtlich 84,2 Millionen Euro betragen.
Wegen verzögerter EBO-Zulassung der ET 2010 wurde der Abschnitt zwischen Kaufland und Neckarsulm vorübergehend als BOStrab-Strecke gewidmet. Am 4. November 2013 fand die erste Testfahrt auf diesem Teilstück statt. Bis im Dezember 2014 die Umwidmung zur EBO-Strecke und Freigabe der Verbindung zum DB-Netz erfolgte, fuhren die Stadtbahnen nur bis Neckarsulm. Die Durchbindung der Züge nach Sinsheim war wegen Verzögerungen bei einer Brückenerneuerung in Bad Wimpfen erst am 1. Mai 2015 möglich.

In Richtung Norden entstanden zwei Linien über Neckarsulm und Bad Friedrichshall nach Mosbach-Neckarelz und Mosbach bzw. weiter über Bad Rappenau nach Sinsheim, wo jeweils Anschluss an die S-Bahn Rhein-Neckar besteht.

## Planungen

### Streckenäste Richtung Süden

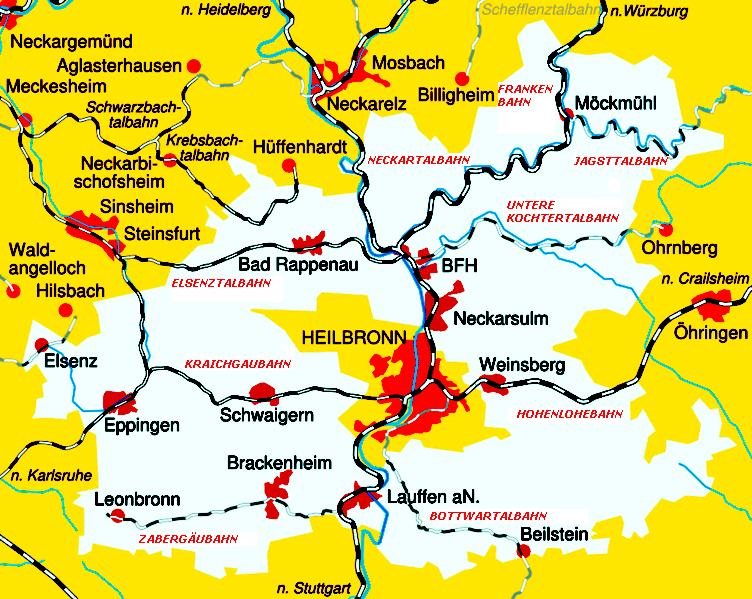
Die Lokale Agenda 21 fordert die Reaktivierung der Zabergäubahn und Bottwartalbahn.

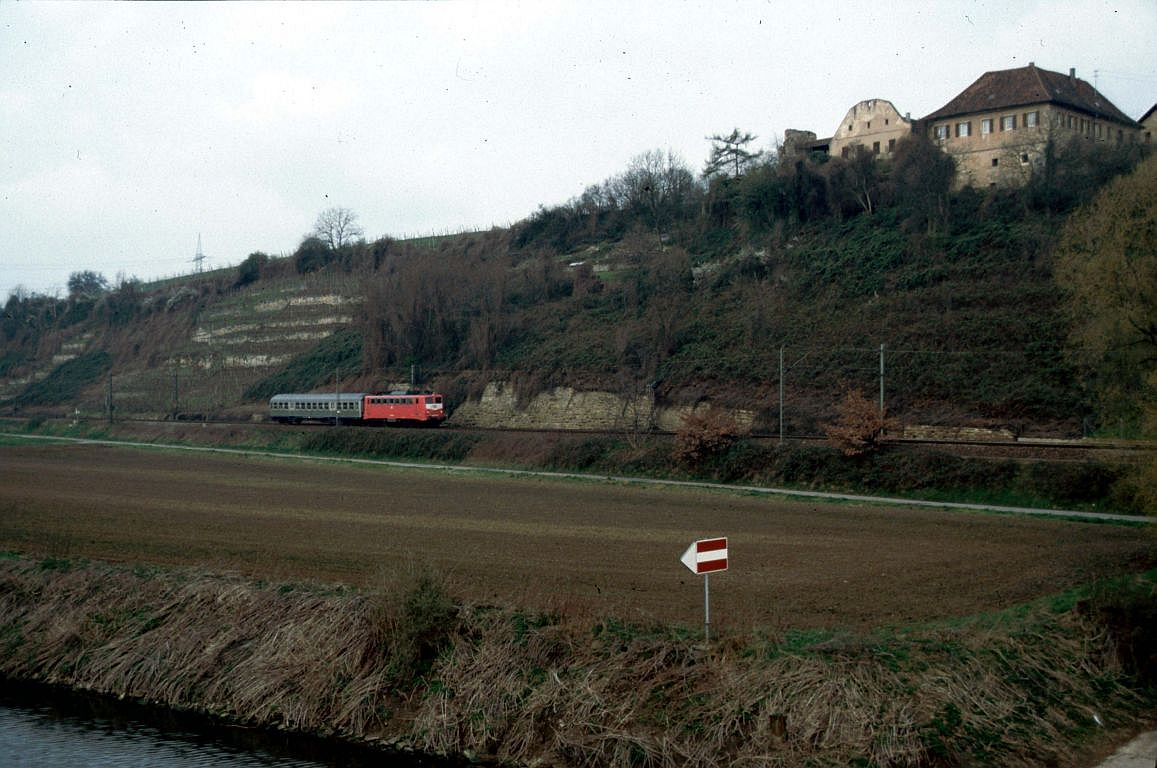
Heilbronn-Klingenberg wäre Haltestelle für die Stadtbahn Heilbronn–Zabergäubahn

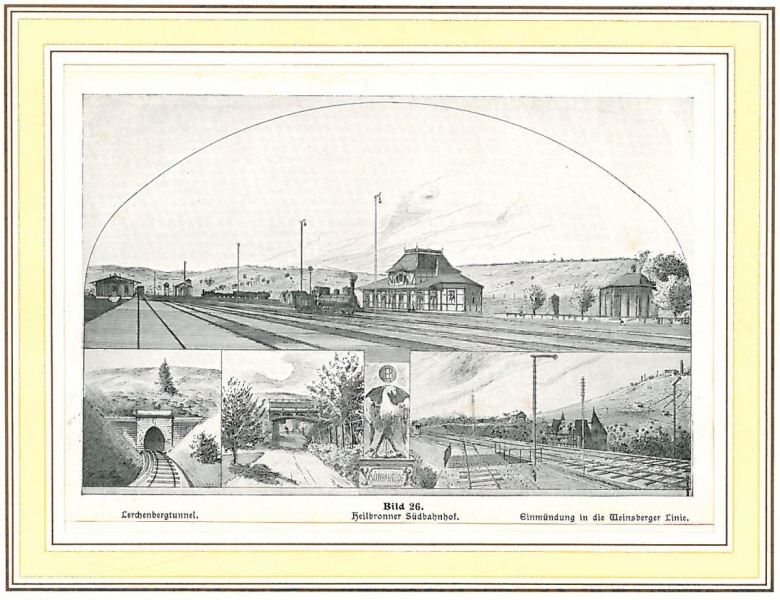
Heilbronner Südbahnhof, Lerchenbergtunnel, Einmündung in die Weinsberger Linie

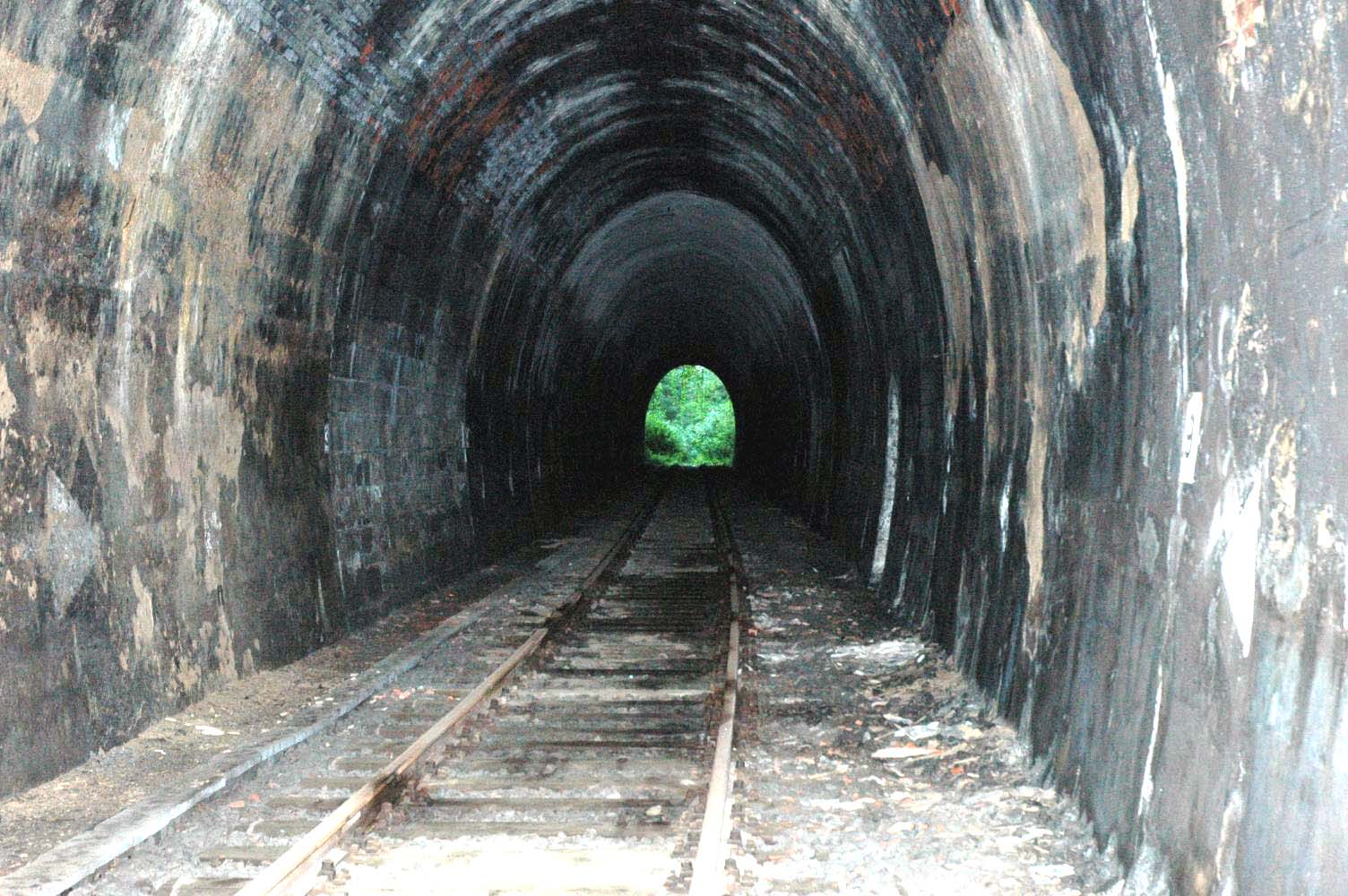
Lerchenbergtunnel

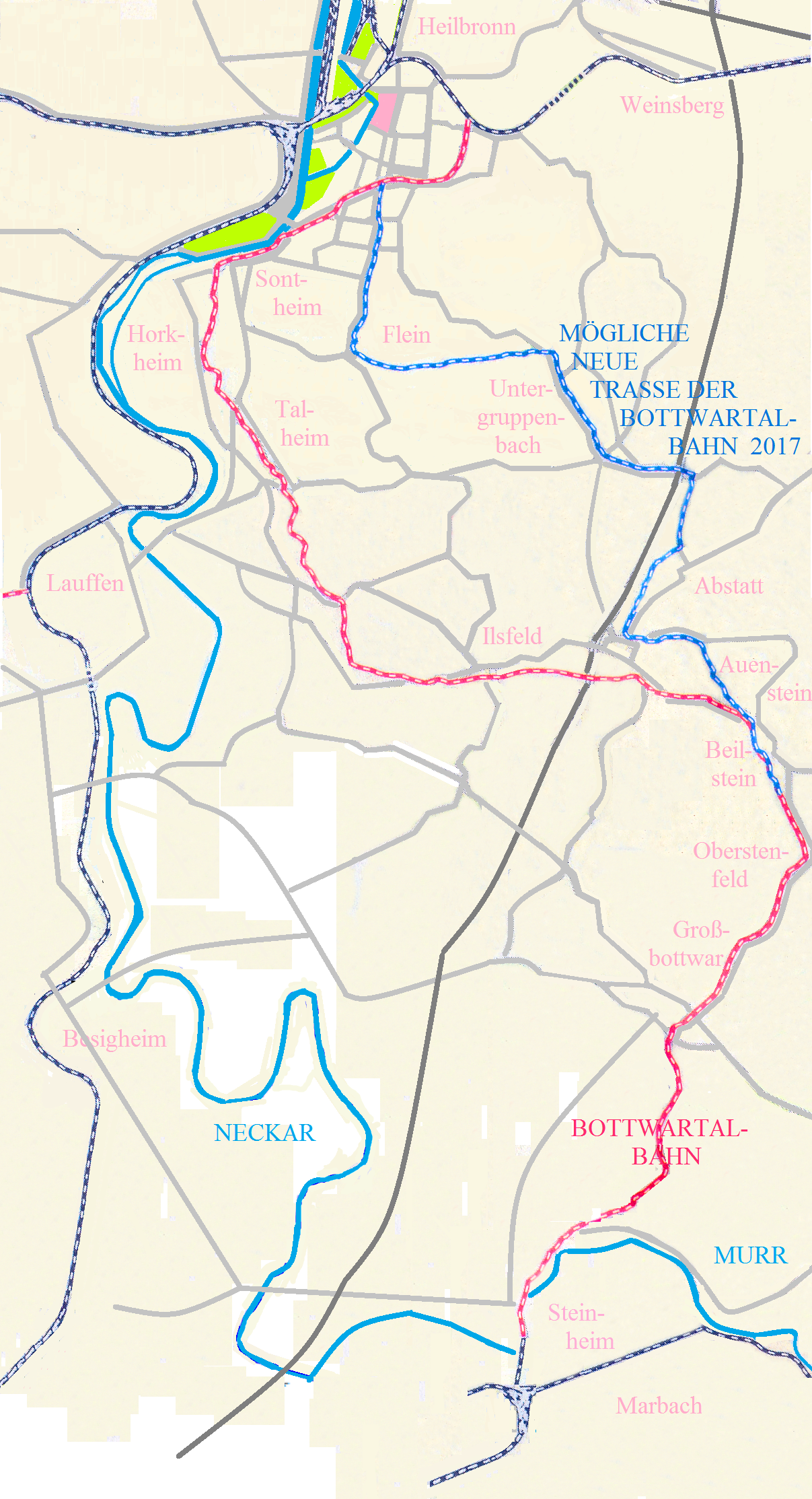
Stadtbahn Heilbronn Zielkonzept 2017 Bottwartalbahninitiative mit Trassenvorschlag durch Ilsfeld, Abstatt, Happenbach, Untergruppenbach und Flein nach Heilbronn

#### Zabergäubahn
Die Zabergäubahn ist seit 1999 Bestandteil des ÖPNV-Leitbilds für den Stadt- und Landkreis Heilbronn. 2004 forderten die Zabergäukommunen die Verwirklichung des so genannten Süd-Astes der Stadtbahn-Konzeption, der über Lauffen und weiter auf der Zabergäubahn in das Zabergäu führen sollte. Dies sei für die demographische Entwicklung, für die Siedlungsstruktur und die wirtschaftliche Entwicklung des Zabergäus wichtig. Gestützt wurde die Forderung mit einer neuen standardisierten Bewertung des Kosten-Nutzen-Verhältnisses und unterstützt von der Kreis-CDU. Als 2009 die Zuschüsse um gut 2,3 Milliarden Euro gekürzt wurden, verschob man die Verwirklichung des Südastes. Als Grund wurde auch genannt, dass der Schienenverkehr im Zabergäu in Zaberfeld in einer baulichen Sackgasse enden würde. Ein Durchstich in Richtung Knittlingen/Bretten wäre nötig gewesen, ist aber aus Kostengründen nicht verwirklicht worden. Die Zabergäubahn sollte ursprünglich bis 2011 wieder in Betrieb genommen werden und hätte voraussichtlich auch einen Halt im Heilbronner Stadtteil Klingenberg gehabt. 2012 soll ein neues Gutachten für die Zabergäubahn erstellt werden. Der Güglinger Bürgermeister Klaus Dieterich unterstreicht die aktuelle Notwendigkeit für die Region: „Die Bahn ist wichtig für das Zabergäu“. Da sich aber inzwischen die Rahmenbedingungen geändert haben, wird dieses Untersuchungsergebnis vom Land nicht mehr akzeptiert.
2017 befürwortet die Lokale Agenda 21 die Fortführung der Südachse ins Zabergäu. Am Montag, dem 20. März 2017 wurde von der Albtal-Verkehrs-Gesellschaft (AVG) im Verwaltungsausschuss des Kreistags ihre Machbarkeitsstudie zur Zabergäubahn präsentiert. Demnach kann die Zabergäubahn auf der alten Trasse reaktiviert werden. Geplante weitere Haltepunkte sollen in Böckingen, Klingenberg, Lauffen-Süd und in Güglingen (Sophienstraße) entstehen.
Einem Bericht vom Februar 2021 zufolge bescheinigt ein Gutachten zur Wirtschaftlichkeit der geplanten Reaktivierung als Stadtbahnstrecke eine positive Kosten-Nutzen-Bilanz. Zuvor durchgeführte Untersuchungen, die zu einer negativen Einschätzung des Nutzen führten, legten die Wirtschaftlichkeitsstandards der Deutschen Bahn zugrunde, die jedoch aufgrund der Planung als Zweisystemstadtbahn nicht gegeben sind.

#### Bottwartalbahn
2004 gestaltete sich die Erweiterung des Südastes um die Bottwartalbahn als problematisch. So sah die Situation für den nördlichen Teil (Stadtbahnstrecke Heilbronn–Beilstein) sowie für den südlichen Teil (Stadtbahnstrecke Marbach-Beilstein) sehr verschieden aus: So sollte der nördliche Teil der Bottwartalbahn (Stadtbahnstrecke Heilbronn–Beilstein) „… sehr langfristig und am Schluss aller anderen Stadtbahnprojekte …“ realisiert werden. Die Umsetzung des südlichen Teils der Bottwartalbahn (Stadtbahnstrecke Marbach–Beilstein) erschien demgegenüber „[v]iel realistischer“.
Realistisch erschien der Bau der Route B2, die vom geplanten Endhaltepunkt der Linie Marbach–Beilstein am Feuerwehrhaus in der Bahnhofstraße über den Winzerhausener Weg entlang des Neubaugebiets West III (parallel zur Straßenumgehung) bis nach Auenstein führe. Die Trasse wurde in den Flächennutzungsplan des GVV „Schozach-Bottwartal“ aufgenommen. 2005 erklärte jedoch Günter Henzler: „In den nächsten 10 bis 15 Jahren kann aus realistischer Sicht nicht an den Bau gedacht werden“. Die Pläne für den südlichen Teil der Bottwartalbahn (Marbach–Beilstein) wurden aufgeschoben.
2012 soll die Untersuchung von 2004 wieder aufgenommen werden. Der erste Teil der standardisierten Untersuchung im Jahr 2004 konnte die Wirtschaftlichkeit der geplanten Stadtbahntrasse nicht eindeutig beweisen. Daraufhin verzichteten 2004 Beilstein, Oberstenfeld, Großbottwar, Steinheim und Murr auf den zweiten Teil der standardisierten Untersuchung, während die Stadt Marbach noch den zweiten Teil untersuchen lassen wollte. Alle Anliegerkommunen hatten sich jedoch dazu verpflichtet, die geplante Stadtbahntrasse in ihren Bauleitplanungen freizuhalten. Aufgrund der geänderten politischen Lage in Baden-Württemberg formulierten 2012 die Gemeinden Ilsfeld, Abstatt und Untergruppenbach und die Stadt Beilstein an den Ludwigsburger Landrat Rainer Haas „großes Interesse an einer standardisierten Untersuchung Teil B“. Beilstein hatte am 22. Mai 2012 beschlossen den zweiten Teil der standardisierten Untersuchung umzusetzen. Beilstein möchte die detailliertere Standardisierte Untersuchung B in zwei Varianten prüfen lassen. So der Kosten-Nutzen-Faktor mit der möglichen Endhaltestelle Beilstein sowie der Faktor bei einer Stadtbahntrasse bis ins Schozachtal. Haas bekräftigte, dass „das Projekt Bottwartalbahn nach wie vor aktuell“ und „eine Wiederaufnahme des Projekts grundsätzlich möglich“ ist. Einzelne Abschnitte der Bottwartalbahn wie Ilsfeld–Sontheim dienen heute als Bahntrassenradweg. Die Lokale Agenda 21 wünschte im Jahr 2017 die Verlängerung der Südachse ins Bottwartal.
Der Verband Region Stuttgart hatte 2017 mit „hoher Dringlichkeit“ einen Entwurf für seinen neuen Regionalverkehrsplan mit der Bottwartalbahn für die Strecke von Marbach bis Beilstein präsentiert. Das Stück Marbach bis Beilstein würde 75 Millionen Euro kosten und bis 2030 dauern. Es besteht „weiter Bedarf“ für eine Verlängerung ins Schozachtal, erklärte der Stuttgarter Regionalverband.
Der Diplom-Archivar Wolfram Berner der 2015 gegründeten Initiative Bottwartalbahn fordert eine Stadtbahn, die sowohl auf Stadtbahngleisen als auch auf DB-Gleisen verkehren kann (Zweisystem-Regionalstadtbahn). Die Bottwartalbahn-Initiative lehnt den Entwurf des Stuttgarter Verbands ab: Die „Insellösung Marbach-Beilstein ist für uns keine Lösung.“ Dabei meinte Wolfram Berner von der Bottwartalbahn-Initiative: „Das Konzept funktioniert nur als Ganzes, von Heilbronn bis Marbach.“
Sie wollen ein Bahnnetzwerk Beilstein mit zwei Streckenteilen: einen Streckenverlauf zwischen Marbach und Beilstein und einen zweiten Streckenverlauf zwischen Beilstein und Heilbronn. Der Streckenast Marbach-Beilstein soll weitgehend auf oder entlang der Originaltrasse verlaufen. Der Streckenast Heilbronn–Beilstein soll nicht mehr wie ursprünglich über Schozach, Talheim und Sontheim verlaufen. Der Trassenvorschlag der Bürgerinitiative sieht eine Trasse durch Ilsfeld, Abstatt, Happenbach, Untergruppenbach und Flein nach Heilbronn in Richtung Harmonie vor. Das Heilbronner System der Stadtbahn soll adaptiert, verlängert und erweitert werden.
Seit 2006 ist für die Bottwartalbahn ein Trassenvorschlag ab Beilstein über Auenstein und Abstatt nach Untergruppenbach in Richtung Flein nach Heilbronn im Regionalplan des Regionalverbands Heilbronn-Franken eingetragen.

### Schwäbisch Hall/Künzelsau
Eine Verlängerung des Stadtbahnverkehrs auf der Hohenlohebahn über Öhringen-Cappel hinaus bis nach Schwäbisch Hall sowie eine Anbindung Künzelsaus von Waldenburg aus unter Wiederaufbau eines Teils der Kochertalbahn wurde mehrfach untersucht. In einer 2023 veröffentlichten Machbarkeitsstudie wurde die technische Machbarkeit des Projektes nachgewiesen und ein Nutzen-Kosten-Faktor über 1,0 ermittelt, sodass die Fördervoraussetzungen im Rahmen des Gemeindeverkehrsfinanzierungsgesetzes (GVFG) erfüllt sind.

### Krebsbachtalbahn
Es ist geplant, die Krebsbachtalbahn (Neckarbischofsheim – Bad Rappenau-Obergimpern – Hüffenhardt) zu elektrifizieren und mittels einer neuzubauenden 2,5 Kilometer langen Verbindungsstrecke zwischen Obergimpern und Bad Rappenau mit der Elsenztalbahn (Bad Friedrichshall – Bad Rappenau – Sinsheim) zu verbinden. Somit können dann die in Bad Rappenau endenden Fahrten der Linie S 42 über Babstadt Nord, Ober- und Untergimpern zum Bahnhof Neckarbischofsheim Nord verlängert werden, wo Anschluss an die Linie S 51 der S-Bahn Rhein-Neckar bestünde.
Die Betriebskosten werden im Rahmen der Landesreaktivierungsinitiative vollständig vom Land Baden-Württemberg übernommen. Die Bau- und Planungskosten von etwa 51 Millionen Euro werden vom Bund, sowie den anliegenden Kommunen und Landkreisen mitfinanziert. Nachdem die Stadt Neckarbischofsheim, sowie die Landkreise Rhein-Neckar und Heilbronn der Finanzierung ihres jeweiligen Anteils zugestimmt hatten, stimmte der Gemeinderat Bad Rappenau im Mai 2022 zunächst gegen die Finanzierung seines Anteils, womit die Reaktivierung nicht möglich gewesen wäre. Im Oktober 2022 revidierte der Gemeinderat nach einem Bürgerbegehren seine Entscheidung und sagte die Finanzierung zu.